# Kostrzyn nad Odrą
Kostrzyn nad Odrą [ˈkɔstʃɨn nad ˈɔdrõ] (deutsch Küstrin, bis 1928 Cüstrin geschrieben, bis 2003 nur Kostrzyn) ist eine Kleinstadt in der polnischen Woiwodschaft Lebus. Das Stadtgebiet erstreckte sich bis 1945 über beide Ufer der Oder. Nach dem Zweiten Weltkrieg kam der östlich der Oder gelegene Teil mit dem Stadtkern unter die Verwaltung der Volksrepublik Polen, während der westlich der Oder gelegene kleinere Teil (heute Ortsteil Küstrin-Kietz der brandenburgischen Gemeinde Küstriner Vorland) bei Deutschland verblieb.

## Geographische Lage

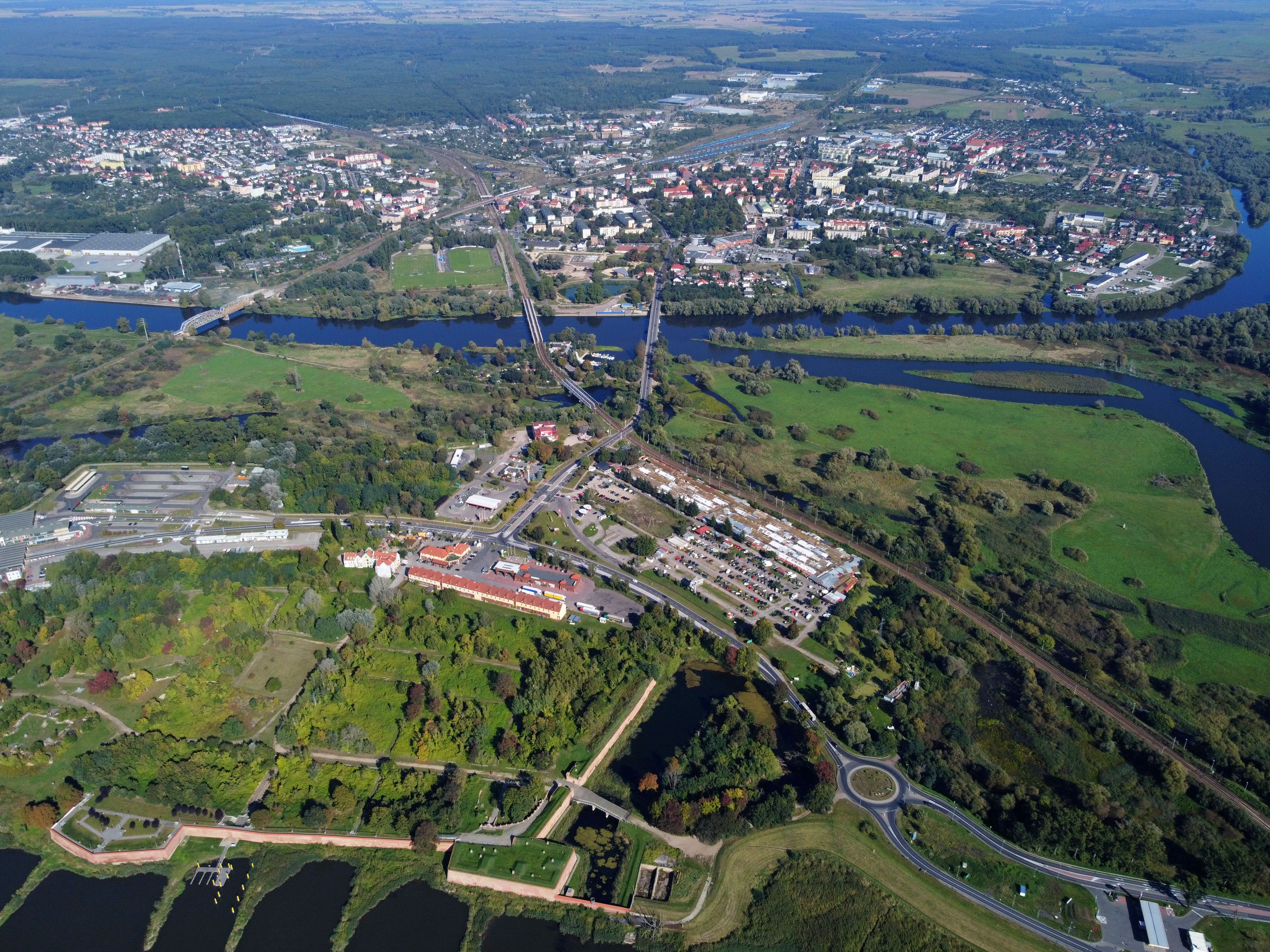
Blick über Kostrzyn nad Odrą, im Vordergrund das Gebiet der nicht wieder aufgebauten Altstadt, 2021

Die Stadt liegt in der Neumark, am Warthe-Bruch im westlichen Teil der Landsberger Niederung, an der Mündung der Warthe in die Oder, rund 80 km östlich von Berlin und etwa 90 Kilometer südlich von Stettin.

## Stadtteile
Die eigentliche Altstadt lag, umfasst von der Festung Brandenburg, auf der heute zu Polen gehörenden Landzunge zwischen Warthemündung und Oder. Sie ist seit dem Zweiten Weltkrieg ein Trümmerfeld, auf dem nur einzelne Gebäude (Berliner Tor) in den letzten Jahren rekonstruiert wurden. Südöstlich der Festungsanlagen lag der Bahnhof Kietzer Busch.
Mit zur Altstadt gehörte auch der kleine Stadtteil auf der Küstriner Oderinsel, heute Oderinsel Kietz, zwischen Oder-Hauptstrom im Osten und Oder-Umfluter im Westen. Sie blieb 1945 deutsches Gebiet, wurde aber bis 1992 ausschließlich vom sowjetischen Militär als Artilleriekaserne genutzt. Dort befand sich auch der Bahnhof Küstrin-Altstadt.
Westlich des Umfluters lagen die dörflich anmutende Lange Vorstadt, das nach der Festlegung der Oder-Neiße-Grenze auf der deutschen Seite verbliebene Küstrin-Kietz mit dem Bahnhof Küstrin-Kietz und weiter flussabwärts die ebenfalls dörfliche Kuhbrückenvorstadt.
Östlich der Warthemündung entstand im 19. Jahrhundert die Neustadt, die durch Industrieansiedlung um den Verkehrsknoten Küstrin Neustadt Hauptbahnhof stark anwuchs und zwischen den Weltkriegen mehr als die Hälfte des bebauten Areals der Stadt ausmachte. Sie ist heute der Kernbereich der polnischen Stadt Kostrzyn.
Etwa 65 % des alten Küstriner Stadtgebietes des Jahres 1945 wurden nach Ende des Zweiten Weltkrieges unter polnische Verwaltung gestellt, die restliche und eher ländlich geprägte Vorstadt westlich der Oder verblieb bei Deutschland.

## Geschichte
Schon in der Bronzezeit besiedelten indogermanische Stämme einzelne Sandinseln im Oderbruch. Das Gebiet des heutigen Küstrin/Kostrzyn war seit dem 2. Jahrhundert vor Chr. von Germanen und nach der Völkerwanderung im 6. Jahrhundert von Slawen besiedelt.
Im 10. Jahrhundert lag die Warthemündung im Grenzbereich der Polanen und der Pomoranen. Seit Mieszko I. wurden die Pomoranen immer wieder von den Herrschern des sich herausbildenden Polen unterworfen und tributpflichtig gemacht, konnten die polnische Oberhoheit aber immer wieder abschütteln, vgl. Geschichte Pommerns. Das slawische Wort kosterin bezeichnet einen Ort, an dem viel Borstenhirse wächst. Alte Namensformen von Küstrin sind Cozsterine (Ersterwähnung 1232), Custerin 1234, Costerin 1246, Custryn 1309, Kostryn 1317, Costrzin 1339, Custeryn 1371, Kustrin 1649 (gesprochen „Küstrin“), Cüstrin / Küstrin 1822.
Ursprünglich befand sich schon der Ort Küstrin auf einer Insel im Winkel zwischen Oder und Warthe. Hier wurde in der Nähe eines Flussübergangs ein Burgwall angelegt. 1232 übertrug Herzog Władysław Odon von Großpolen im Auftrag von Boleslaw V. diese Befestigung an der Stelle des späteren Küstrins den Tempelrittern, mit der Anweisung, dort ein Forum (Markt) nach deutschem Recht zu errichten. Urkundlich erwähnt wird Küstrin erstmals in einer Urkunde von 1232, mit der Lorenz II. (1207–1233), Bischof des Bistums Lebus, zu dessen Besitztümern die Region damals gehörte, den Zehnten aus seinen Latifundien für immer an die Tempelritter abtrat.

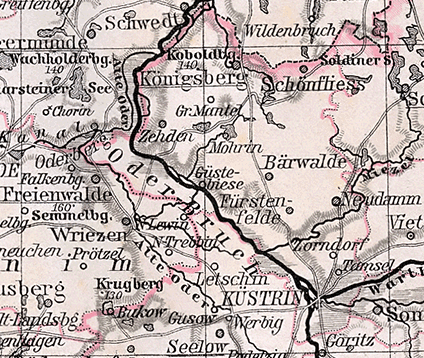
Küstrin an der Mündung der Warthe in die Oder (Landkarte von 1905)
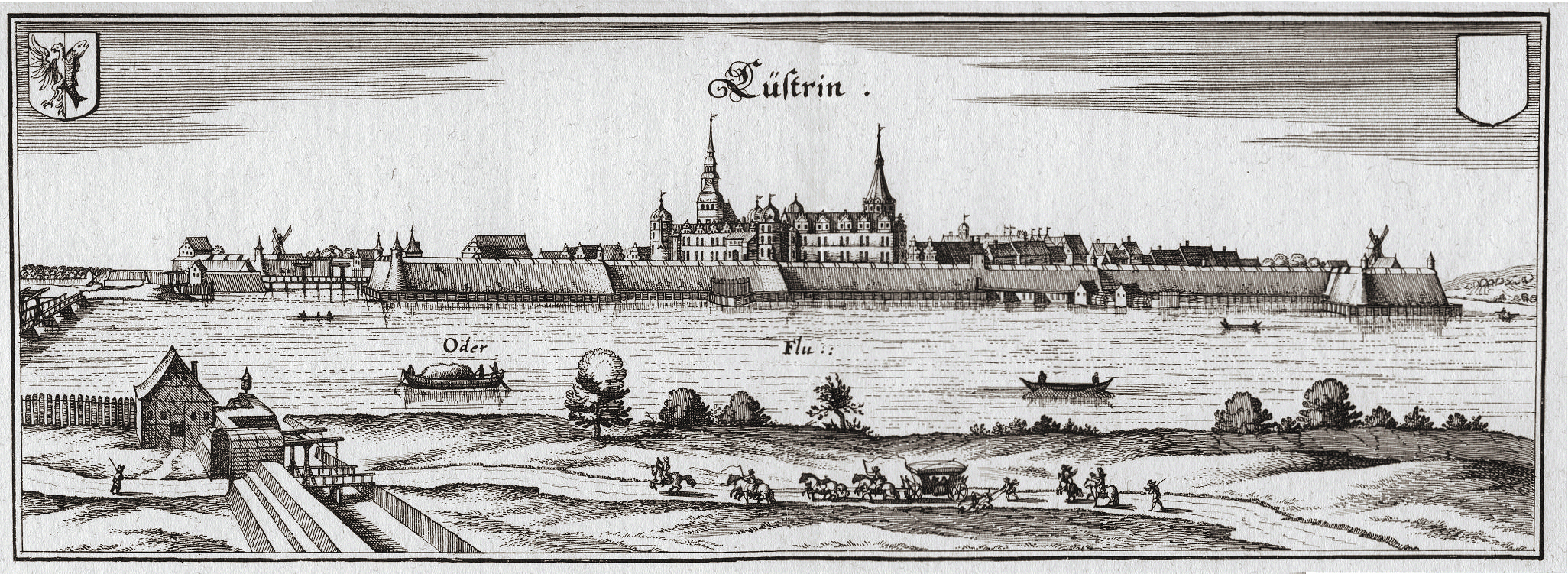
Ansicht der preußischen Festungsstadt Küstrin mit dem kurbrandenburgischen Residenzschloss, Matthäus Merian, 1652
Plan der Stadt Küstrin und ihrer Festungsanlagen um 1700
Karte der Stadt Küstrin und Umland um 1790
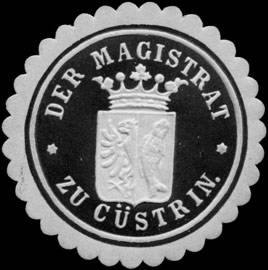
Siegelmarke Magistrat zu Cüstrin
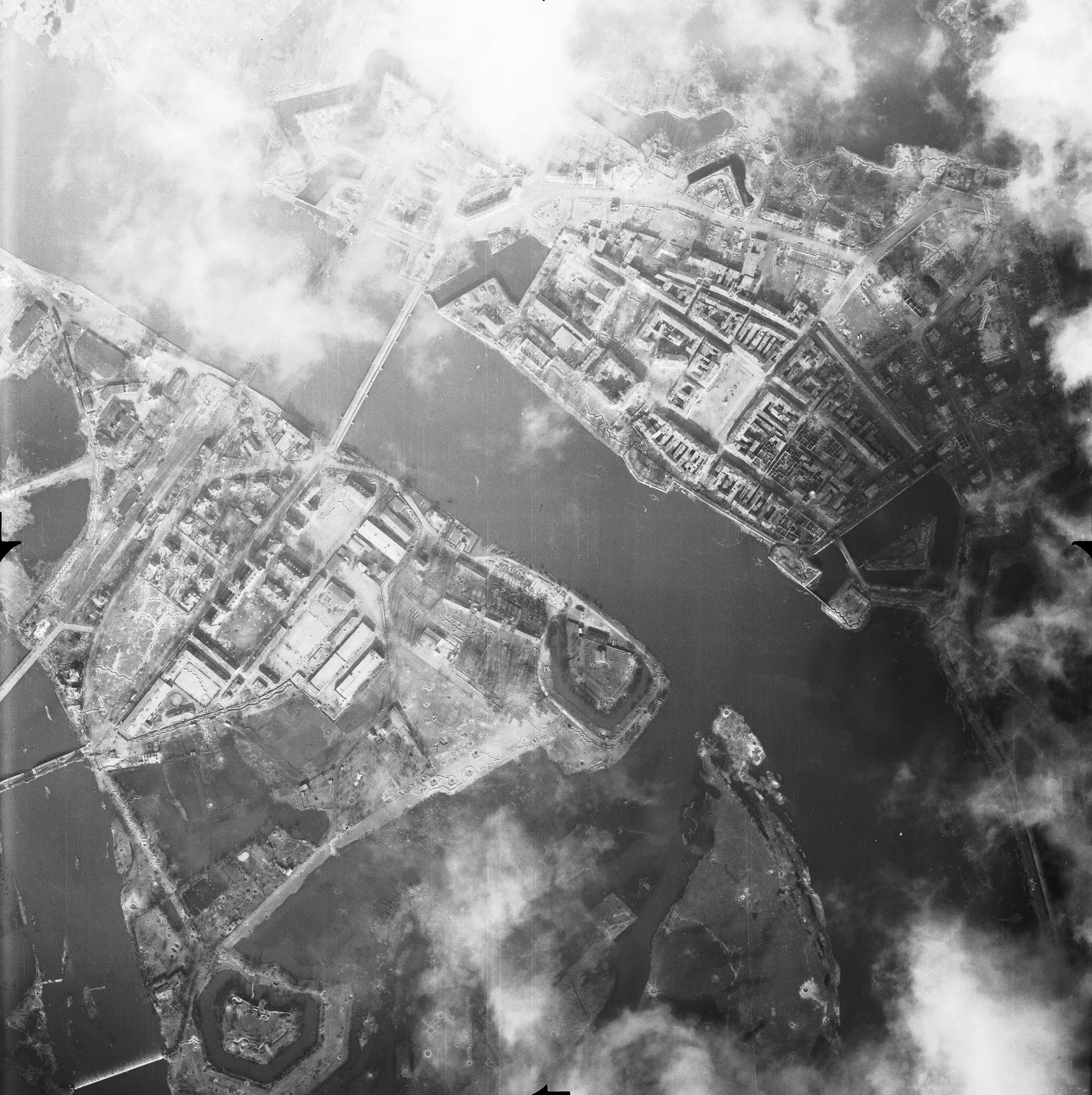
Luftbild vom 18. März 1945

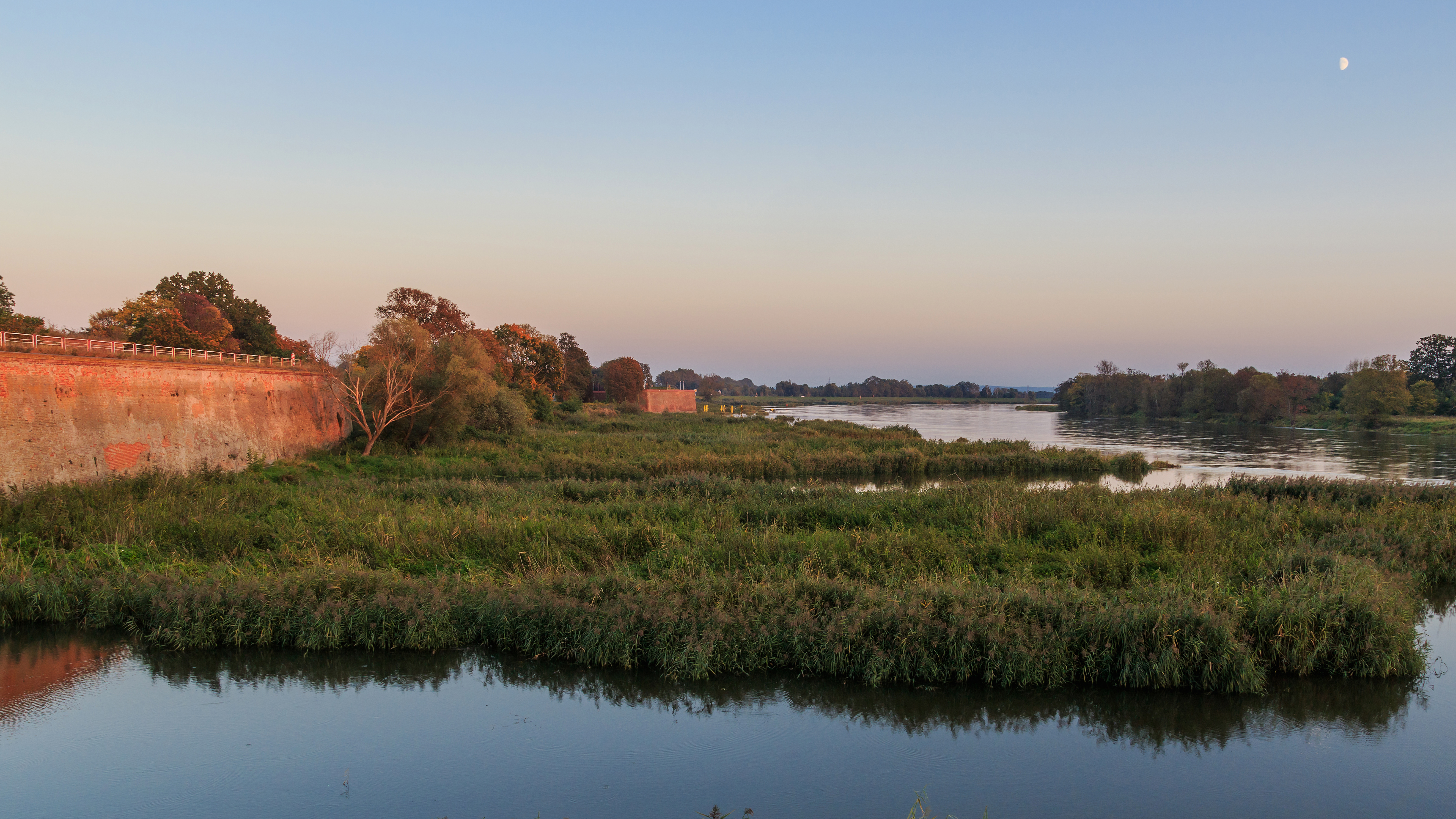
Oder in Kostrzyn

1249 wurde Kostrzyn Sitz eines polnischen Kastellans. Zur Burg gehörte eine Dienstsiedlung (Kietz) auf dem gegenüberliegenden Oderufer (später Küstrin-Kietz). 1261 wurde es als Stadt erwähnt. Im selben Jahr kam es zur Markgrafschaft Brandenburg, als die Askanier ihr das bis dahin polnische Land Lebus als Neumark eingliederten. Um 1300 erhielt Kostrzyn durch Albrecht III. von Brandenburg das Magdeburger Stadtrecht. Im Jahr 1328 soll Kaiser Ludwig die Stadt zusammen mit den Städten bzw. Schlössern Falkenburg, Schievelbein, Neu-Wedel, Kallies, Reetz, Nörenberg, Hochzeit, Klein-Mellen und Berneuchen den Herren von Wedel zu Lehen gegeben haben. Das Stadtwappen mit dem Fisch und dem halben brandenburgischen Adler ist seit dem Jahr 1364, zuerst auf einem Siegel, nachweisbar.
Nach einigen Besitzwechseln fiel die Stadt zu Beginn des 15. Jahrhunderts noch einmal einem Ritterorden zu. Der Deutsche Orden ließ erstmals eine Brücke über die Oder und eine Burg („Altes Haus“) bauen. 1412 wird eine Wasserlache vor dem Gebäude erwähnt. Gefahr jedoch drohte der Stadt weniger von Polen aus als von Brandenburg, als 1425 die Ambitionen des brandenburgischen Kurfürsten bekannt wurden.
Das Territorium der Neumark war erst 1455 von Friedrich II. von Brandenburg vom Deutschen Orden gekauft worden. Und erst 1517 hatte Albrecht von Preußen, der letzte Hochmeister des Deutschen Ordens, auf das Wiederkaufsrecht endgültig verzichtet. Hier bestand eine Burg des Deutschen Ordens. Zwischen 1440 und 1452 wurde die Burg Cüstrin vom Deutschen Orden umgebaut. Dies geschah in einer Zeit, als der Deutsche Orden in Konkurrenz zum Kurfürstentum Brandenburg stand und offenbar einen Überfall aus der Kurmark befürchtete. Die Vorgängerburg „Altes Haus“ am Oderübergang wurde abgerissen. Das neue „Schloß“ (Ordensburg) besaß zumindest zwei Türme und einen „Bergfried“ in der Nähe der Zugbrücke, zwei Türme an der Zwingermauer, „Planken“ zur Sicherung des alten Baues und „ein Bollwerk“ auf der Schlossmauer (Wehrgang). 1447 wird von der Anlage eines „Parchams“ und vom Plan zwei weitere Türme zu errichten, berichtet. 1452 ist „ein großer starker wehrhafter Turm“ fertiggestellt worden. Den Plan des Ordens die Pfarrkirche vor der Burg abreißen zu wollen scheitert am Einspruch der Stadt Küstrin. Man darf sich die Deutschordensburg Küstrin als annähernd quadratisch oder rechteckig mit betonten Ecken und mit Gräben, im Stile einer Kastellburg, vorstellen.

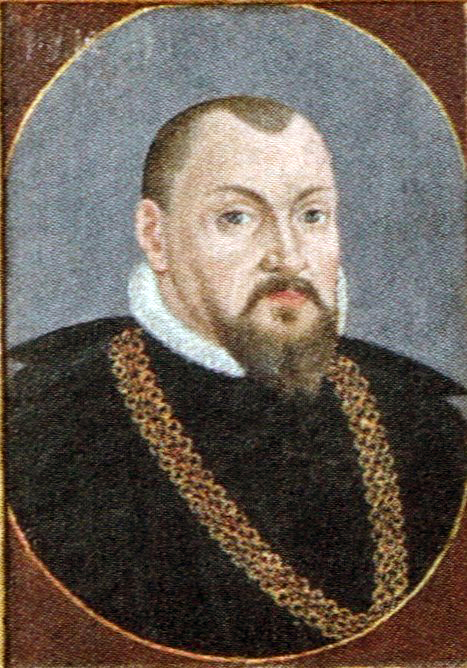
Johann von Brandenburg-Küstrin

1455 wurde dann Küstrin brandenburgisch. 1535 wurde die Stadt vom Markgraf Johann von Brandenburg-Küstrin (auch bekannt als Hans von Küstrin) zur Residenzstadt erhoben. Er ließ den Ort vergrößern, neu gestalten und mit Festungswerken umgeben. Es wurde das Schloss Küstrin erbaut und die Stadt bis 1568 zur Festung ausgebaut. Den ersten Plan der Festung entwarf 1535 der Ingenieur Maurer in altitalienischer Art mit fünf Bastionen und Kavalieren, jedoch ohne Raveline. Der Bau der Erdwälle dauerte von 1537 bis 1543. Der Umbau in Backstein erfolgte von 1557 bis 1568. Die Bauleitung übernahm ab 1562 der italienische Ingenieur Giromella. Markgraf Johann von Brandenburg-Küstrin konnte das umfangreiche Befestigungswerk nicht zum Abschluss bringen. Die Arbeiten an der Umwallung wurden von Johann Georg fortgesetzt und dauerten bis 1619 an.
Nach dem Tod des Markgrafen im Jahr 1571 fiel die Stadt wieder an das Kurfürstentum Brandenburg. Seither hatte die Stadt bis ins 20. Jahrhundert eine ständige brandenburgische bzw. preußische bzw. deutsche Garnison, unterbrochen nur durch die französische Besetzung 1806 bis 1814. Die Garnison prägte die Stadt seit 1641, als der große Kurfürst Friedrich Wilhelm das brandenburgisch-preußische Heer ins Leben rief. In den Jahren von 1640 bis 1688 wurde Küstrin dank der Garnison und dessen Lage zu einer der stärksten Festungen der deutschen Staaten ausgebaut.
Seit 1580 war Küstrin die Hauptstadt der Neumark. Zu Zeiten des Königreichs Preußen entstanden 1816 nach dem Wiener Kongress die Kreise Cüstrin und Königsberg im Regierungsbezirk Frankfurt (Oder) in der Provinz Brandenburg. Die Landratsämter waren in Küstrin und in Königsberg. Am 1. Januar 1836 wurde der Kreis in Küstrin aufgelöst und dem Kreis Königsberg zugeschlagen.
Seit 1849 bestanden in Preußen Kreisgerichte. Das Kreisgericht Cüstrin war dem Appellationsgericht Frankfurt a. d. Oder nachgeordnet. Im Rahmen der Reichsjustizgesetze wurden diese Gerichte 1879 aufgehoben. Ab 1879 bestand dann das Amtsgericht Küstrin als Eingangsgericht. Ab 1945 war es nur noch für den westlichen Teil des Gerichtsbezirks zuständig und wurde 1952 aufgehoben.
Einen Aufschwung erlebte Küstrin 1857 durch den Anschluss an die Eisenbahnstrecke der Preußischen Ostbahn, die nordwestlich der Festung die Oder überquerte. Die Stadt dehnte sich östlich der Festung/Altstadt um die Neustadt aus und entwickelte sich wegen der hier zusammentreffenden Straßen-, Schienen- und Wasserwege zu einem bedeutenden Verkehrsknotenpunkt, unter anderem an der wichtigen Reichsstraße 1 (Aachen – Berlin – Küstrin – Königsberg). Heute endet diese Straße als Bundesstraße 1 hinter Küstrin-Kietz an der deutsch-polnischen Grenze, setzt aber auf polnischer Seite (Droga krajowa 22, Droga krajowa 31 und Droga wojewódzka 132) in Richtung Gorzów Wielkopolski ihren Weg fort.
Nach dem Ersten Weltkrieg wurden die meisten militärischen Einrichtungen demontiert. 1923 kam es in der Garnisonstadt zum erfolglos verlaufenden Küstriner Putsch, mit dem paramilitärisch-reaktionäre Kräfte gegen die Politik der damaligen Regierung vorgehen wollten. Im Zuge der Wiederaufrüstung des Deutschen Reiches wurden nach 1933 zahlreiche Militärbauten neu errichtet. Außerdem wurden eine Zellstofffabrik und die Deutschlandsiedlung im Stadtteil Kietz gebaut. 1939 zählte Küstrin noch 24.000 Einwohner.
Im Zweiten Weltkrieg gelang der Roten Armee in der Weichsel-Oder-Operation Ende Januar 1945 stellenweise das Überschreiten der Oder. Aus dem am 25. Januar 1945 zur Festung erklärten Küstrin wurden die Bewohner der östlichen Stadtteile am 19. Februar 1945 evakuiert. Der Kampf um Küstrin von Mitte bis Ende März 1945 zerstörte die Altstadt zu 90 Prozent. Küstrin war neben Glogau die am schwersten zerstörte Stadt im Osten Deutschlands. Der bei Küstrin geschaffene Brückenkopf wurde am 16. April 1945 zum wichtigsten Ausgangspunkt der sowjetischen Offensive auf Berlin.

Flagge von Kostrzyn

Nach Kriegsende unterstellte die Rote Armee Küstrin der Verwaltung der Volksrepublik Polen, die es in Kostrzyn (seit 2003 Kostrzyn nad Odrą) umbenannte. Die bei Kriegsende in den Siedlungen am nördlichen Stadtrand vorhandenen 1500 Einwohner wurden in der Folgezeit vertrieben. Küstrin war nun eine geschlossene Stadt, deren Besiedlung mit Polen relativ langsam erfolgte, da der Zuzug auf Eisenbahner und Zöllner beschränkt war. 1946 waren es 634 polnische Einwohner.
Die Trümmer der stark zerstörten Altstadt wurden nach dem Krieg völlig abgeräumt. Erst ab 1954 wurde im Zusammenhang mit der Anlage von Zellstoff- und Papierfabrik die Neustadt wiederauf- und ausgebaut. 1992 wurden Schienen- und Straßenübergang über die Oder wiedereröffnet. 1994 wurde die Sonderwirtschaftszone Kostrzyn-Słubice eingerichtet und dadurch eine weitere Bevölkerungszunahme eingeleitet.

### Festung Küstrin (Altstadt)

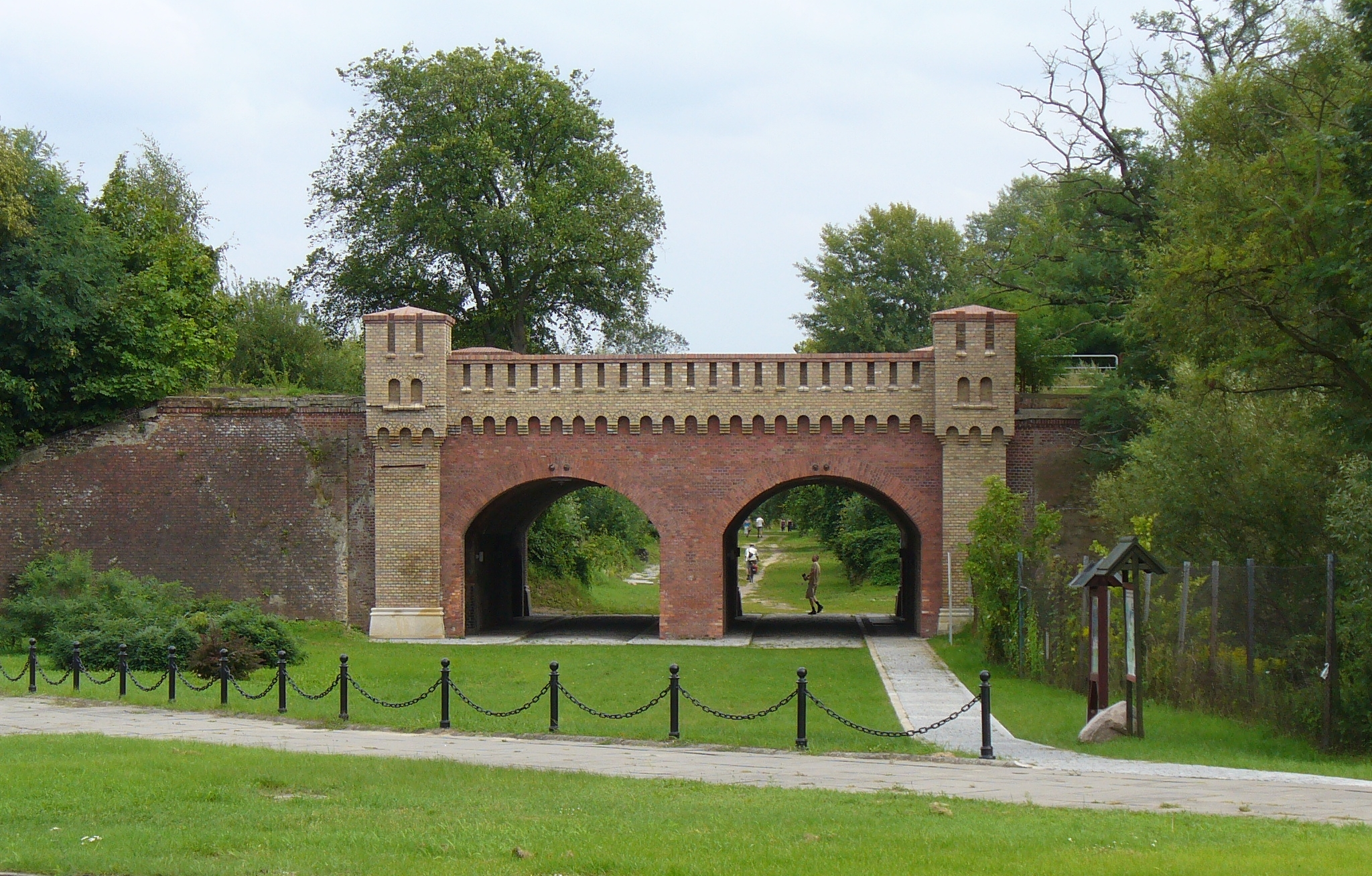
Berliner Tor (2011)

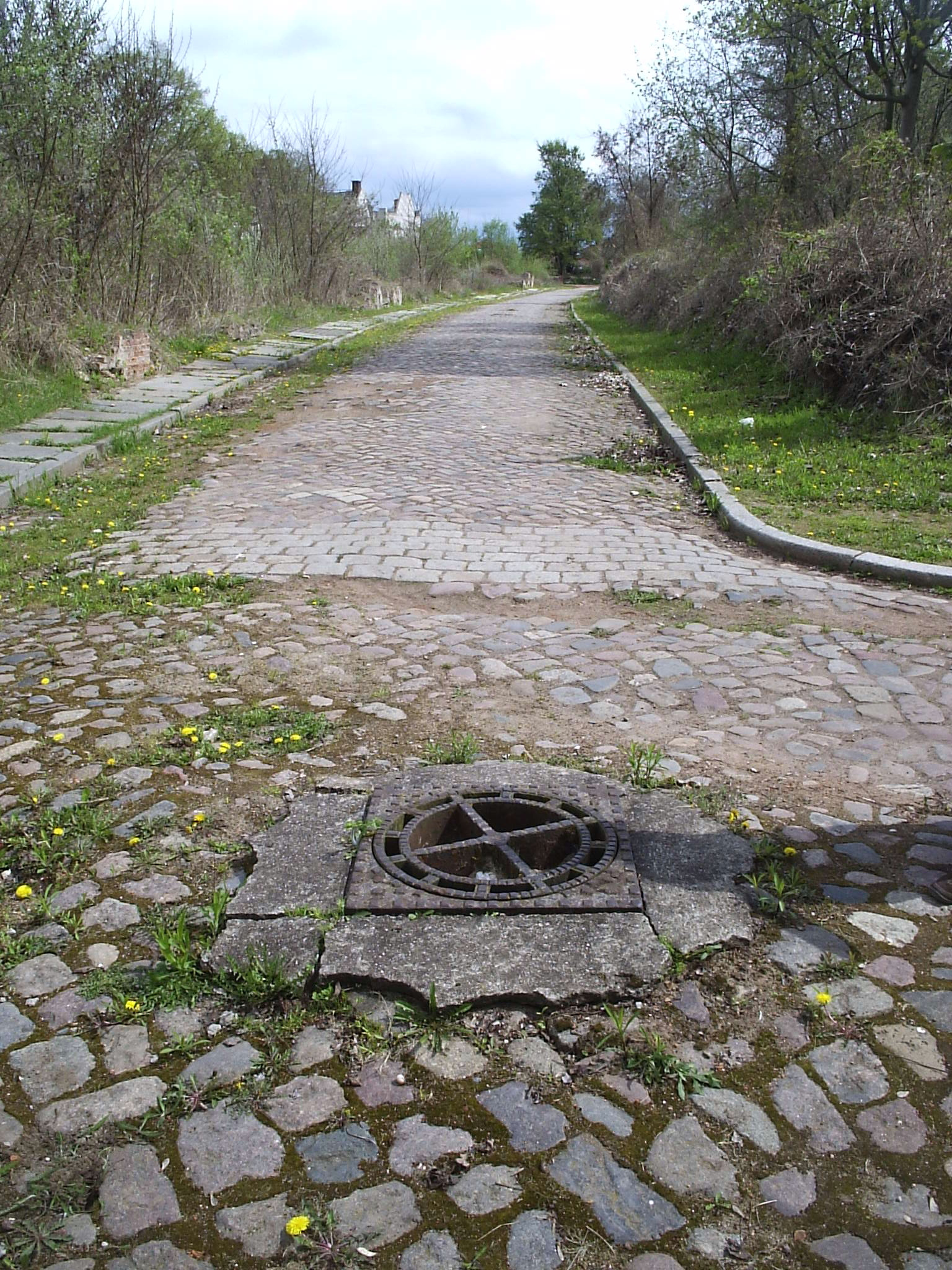
Straßenpartie im Bereich der zerstörten Altstadt (2006)

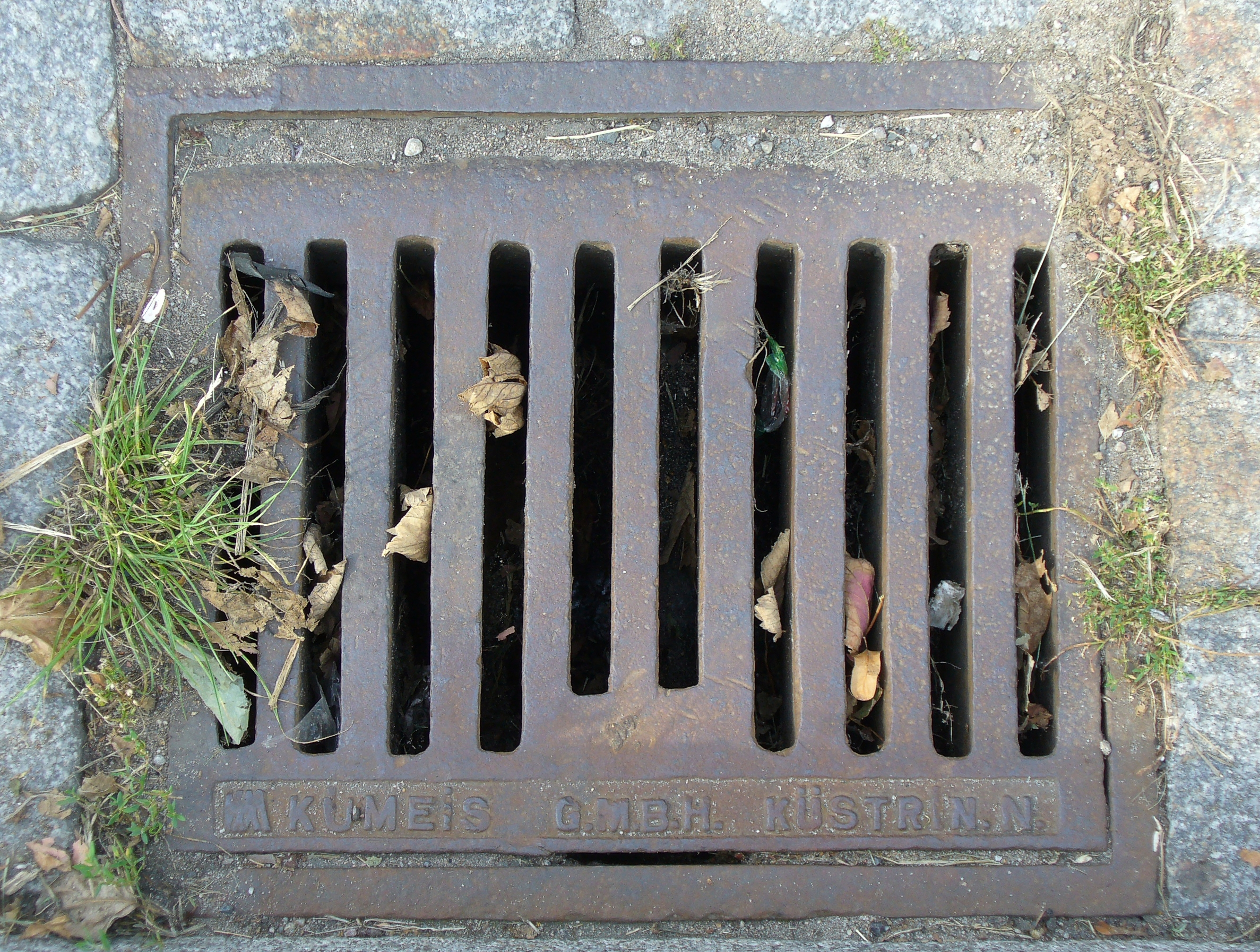
Alter Gullydeckel der Straßenentwässerung

Die preußische Festungsruine und ehemalige Altstadt befindet sich auf einer Halbinsel am Zusammenfluss von Oder (Odra) und Warthe (Warta). Bekannt wurde Küstrin u. a. durch die Hinrichtung Hans Hermann von Kattes, eines Jugendfreundes Friedrich II., nach dessen Fluchtversuch.
Zunächst gehörte Küstrin zum Kurfürstentum Brandenburg. Im Zuge der Gebietsteilung unter den Söhnen von Kurfürst Joachim I. Nestor von Brandenburg fielen die Neumark mit Küstrin und andere Gebiete als Markgrafschaft Brandenburg-Küstrin an dessen jüngeren Sohn Johann.
Ab 1536 wurde Küstrin wegen seiner damaligen strategischen Lage von Markgraf Johann von Brandenburg-Küstrin, dem Bruder von Kurfürst Joachim II. Hektor von Brandenburg, zur Residenz erhoben und zur Festung ausgebaut. Da die Festung im Zusammenfluss von Oder und Warthe angelegt wurde, bildeten die Flüsse an zwei Seiten einen natürlichen Schutz. Zusätzlich machten die morastigen Wiesen der östlichen Landseite Küstrin zu einer schwer einnehmbaren Festung. Der Bau der aus Stein errichteten Festung dauerte bis 1557 und kostete Brandenburg die damals horrende Summe von rund 160.000 Gulden. Nach dem Tod von Markgraf Johann im Jahr 1571 fiel die Markgrafschaft Brandenburg-Küstrin wieder an das Kurfürstentum Brandenburg.

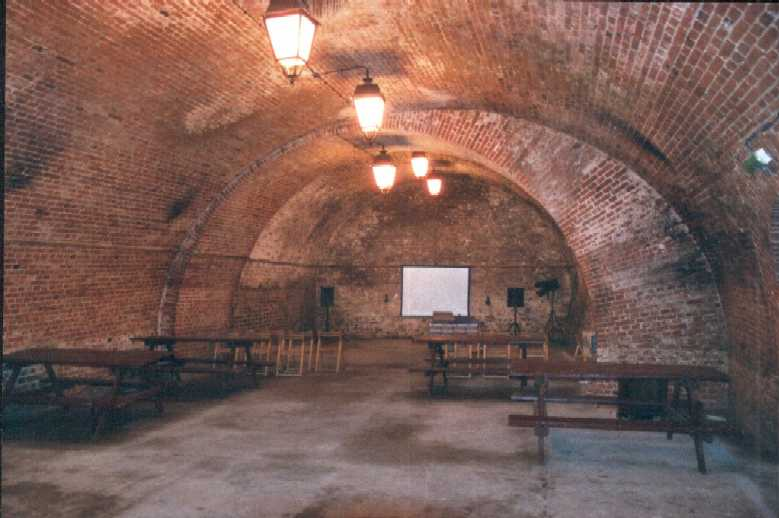
Restaurierte Kasematte der Bastion Philipp

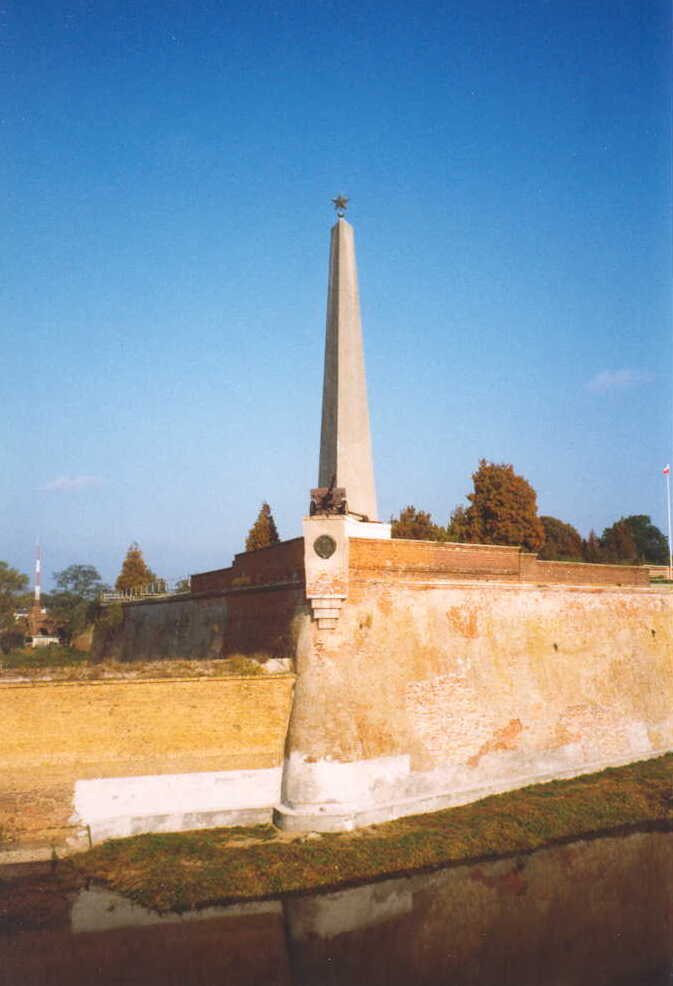
Bastion König der Festung Küstrin mit dem von Lew Kerbel geschaffenen sowjetischen Ehrenmal, von der Oderbrücke aus fotografiert, Obelisk im November 2008 demontiert, Geschütz im April 2009 entfernt

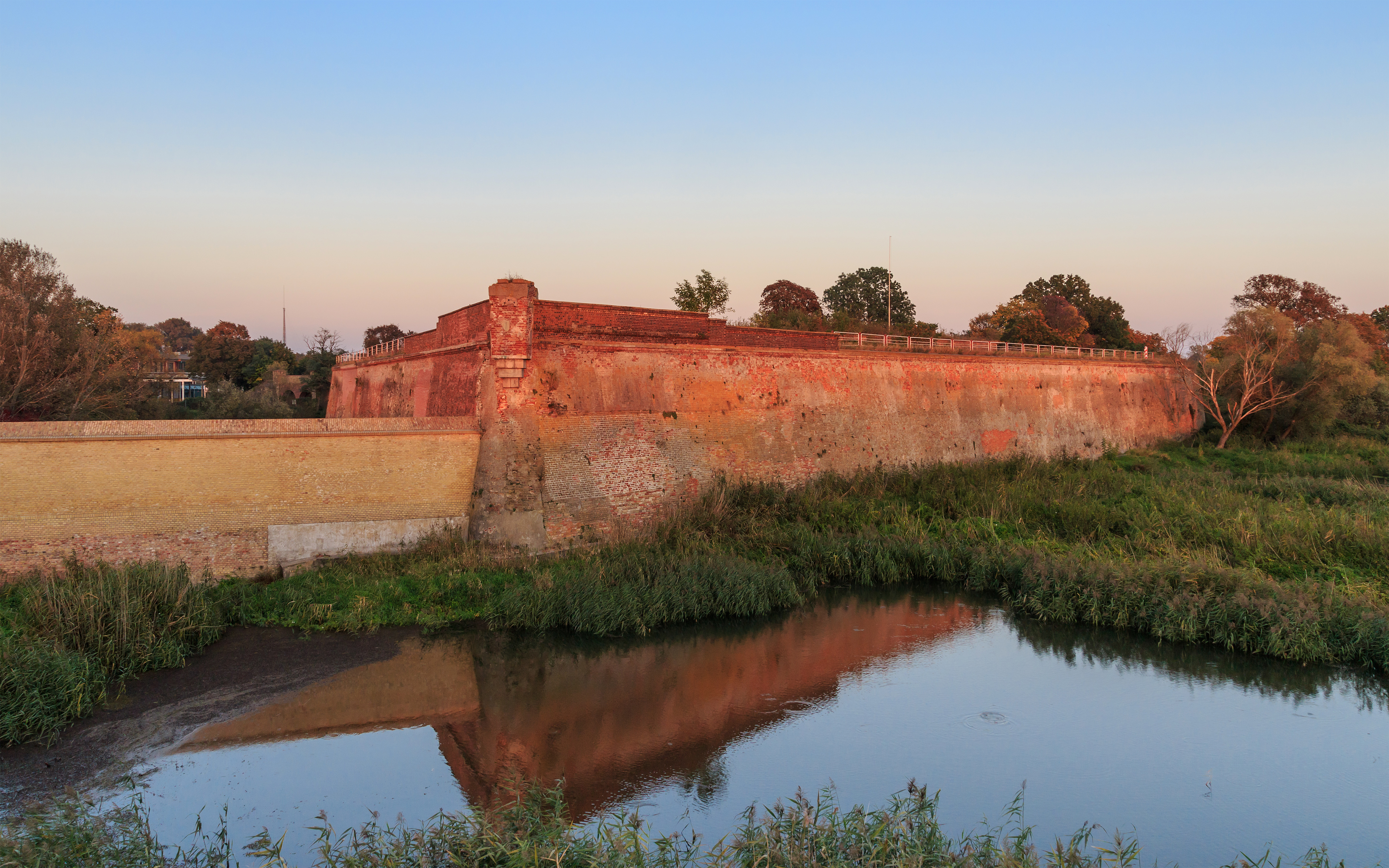
Festung Altstadt Küstrin – Bastion König (Zustand 2017)

Die Küstriner Festung wurde nach italienischem Vorbild in den Jahren 1537–1543 und 1563–1568 erbaut und im 17. Jahrhundert fertiggestellt. Die Festung hatte die Form eines langgestreckten Sechsecks und grenzte im Südwesten an die Oder. Zu den Befestigungen gehörten neben den Festungsmauern noch die Bastionen König, Königin, Kronprinz, Kronprinzessin, Philipp und Brandenburg. Die Bastionen waren durch Mauern miteinander verbunden und von einem Burggraben umgeben. Zur Festung gehören außerdem drei Ravelins Albrecht, Christian-Ludwig und August-Wilhelm. Drei Tore führten in die Stadt: das Berliner Tor im nördlichen Teil der Stadt, das Zorndorfer Tor im östlichen Teil und das Kietzer Tor im südlichen. Innerhalb der Festung lag die Stadt mit Marktplatz, Kirchen, Schloss sowie allen militärischen Einrichtungen (z. B. Lazarett, Magazinen und Geschützgießerei). Die Soldaten der Festungsbesatzung waren zunächst in Privathaushalten einquartiert.

Reste der Schloss-Ruine: Schlosshof und Westflügel

Zu den bekanntesten Gebäuden zählen:
- Das Schloss Küstrin war der wichtigste Teil der Küstriner Festung; es wurde von Kreuzrittern als Burg errichtet. Nach dem großen Brand 1758, der beinahe das gesamte Schloss vernichtete, erfolgte der Wiederaufbau. 1814 wurde das Schloss in eine Kaserne umgewandelt. Nur die teilweise zugeschütteten Kellerräume sind erhalten geblieben. Nach dem Hitler-Attentat vom 20. Juli 1944 wurden bis kurz vor Kriegsende 1945 im Schloss Küstrin mutmaßliche Mitverschwörer – denen nichts bewiesen werden konnte – inhaftiert.[8]
- Die Marienkirche wurde 1396 erbaut und im 16. sowie in der zweiten Hälfte des 18. Jahrhunderts umgebaut. Heute sind nur noch die Umrisse der Kirchenmauer, der Fußboden und Teile der Grüfte erhalten.
- Das zweistöckige Rathaus auf dem Marktplatz wurde 1572–1577 im Stil der Renaissance errichtet. Nur die Umrisse und Fundamente sind erhalten.

Von 1627 bis 1633 hielt sich der brandenburgische Kurprinz und spätere Kurfürst Friedrich Wilhelm (1620–1688) in der Festung auf. In seiner Regierungszeit von 1640 bis 1688 ließ er Küstrin zu einer der stärksten Festungen in Deutschland ausbauen. Die als uneinnehmbar geltende Festung Küstrin spielte im Dreißigjährigen Krieg (1618–1648) jedoch keine militärische Rolle.
Nach seinem Fluchtversuch aus Preußen wurde der 1712 geborene Kronprinz Friedrich von seinem Vater Friedrich Wilhelm I. von 1730 bis 1732 im Küstriner Schloss inhaftiert. Am 6. November 1730 ließ der König vor den Augen des Kronprinzen dessen Freund und Fluchthelfer Hans Hermann von Katte auf der Bastion Brandenburg enthaupten.
Im Siebenjährigen Krieg wurde Küstrin vom 15. bis 18. August 1758 von russischen Truppen belagert und in Brand geschossen; die Stadt brannte vollständig nieder, weil sie noch größtenteils aus Holz gebaut war, aber die Festung konnte nicht erobert werden. König Friedrich II. entsetzte die Festung und schlug die Russen am 25. August 1758 östlich von Küstrin in der Schlacht bei Zorndorf. Nach der preußischen Niederlage von 1806 gegen Napoleon diente die Festung Küstrin dem preußischen König Friedrich Wilhelm III. und seiner Ehefrau Königin Luise kurze Zeit als Zuflucht. Nachdem das Königspaar nach Memel weitergezogen war, übergab Oberst Ingersleben die Festung am 1. November 1806 nach einigen kleineren Gefechten mit französischen Vorausabteilungen an die Franzosen. Erst am 20. März 1814 kapitulierten die Franzosen nach einjähriger Belagerung durch Russen und Preußen, und Preußen übernahm die Festung wieder. 1819 war der Turnvater Friedrich Ludwig Jahn in der Festung inhaftiert. Im Jahr 1876 wurde die erste Infanteriekaserne erbaut. Mit der Erfindung und Einführung der Brisanzgeschosse wurden gemauerte Festungen schlagartig entwertet und verloren ihre militärische Bedeutung; man konnte sie „zusammenschießen“.
1901 und 1902 wurde die Befestigung vor dem Küstriner Schloss abgetragen. Küstrin blieb eine bedeutende Garnisonstadt. 1913 wurde ein dritter Truppenteil hier stationiert. Die Truppen waren in Kasernen in der Festung und auf der Oderinsel untergebracht.

Neue Oderbrücke (Straße), dahinter die alte Eisenbahn-Oderbrücke; von der Bastion König aus

Nach dem Ersten Weltkrieg mussten laut den Bestimmungen des Versailler Vertrags Teile der Festung Küstrin durch das Deutsche Reich geschleift werden. Von 1921 bis 1931 wurden alle Befestigungen an der Nord- und Ostseite abgerissen (Bastionen Königin, Kronprinz und Kronprinzessin mit der dazwischen befindlichen Festungsmauer und dem Zorndorfer Tor sowie das Ravelin Christian-Ludwig). Dabei wurden auch die Gräben in diesem Bereich zugeschüttet und eine neue Umgehungsstraße um die Altstadt herum angelegt. An der Oderseite wurde die Festungsmauer zwischen den Bastionen König und Brandenburg abgerissen und hier eine Parkanlage angelegt, die als Kattewall bezeichnet wurde.

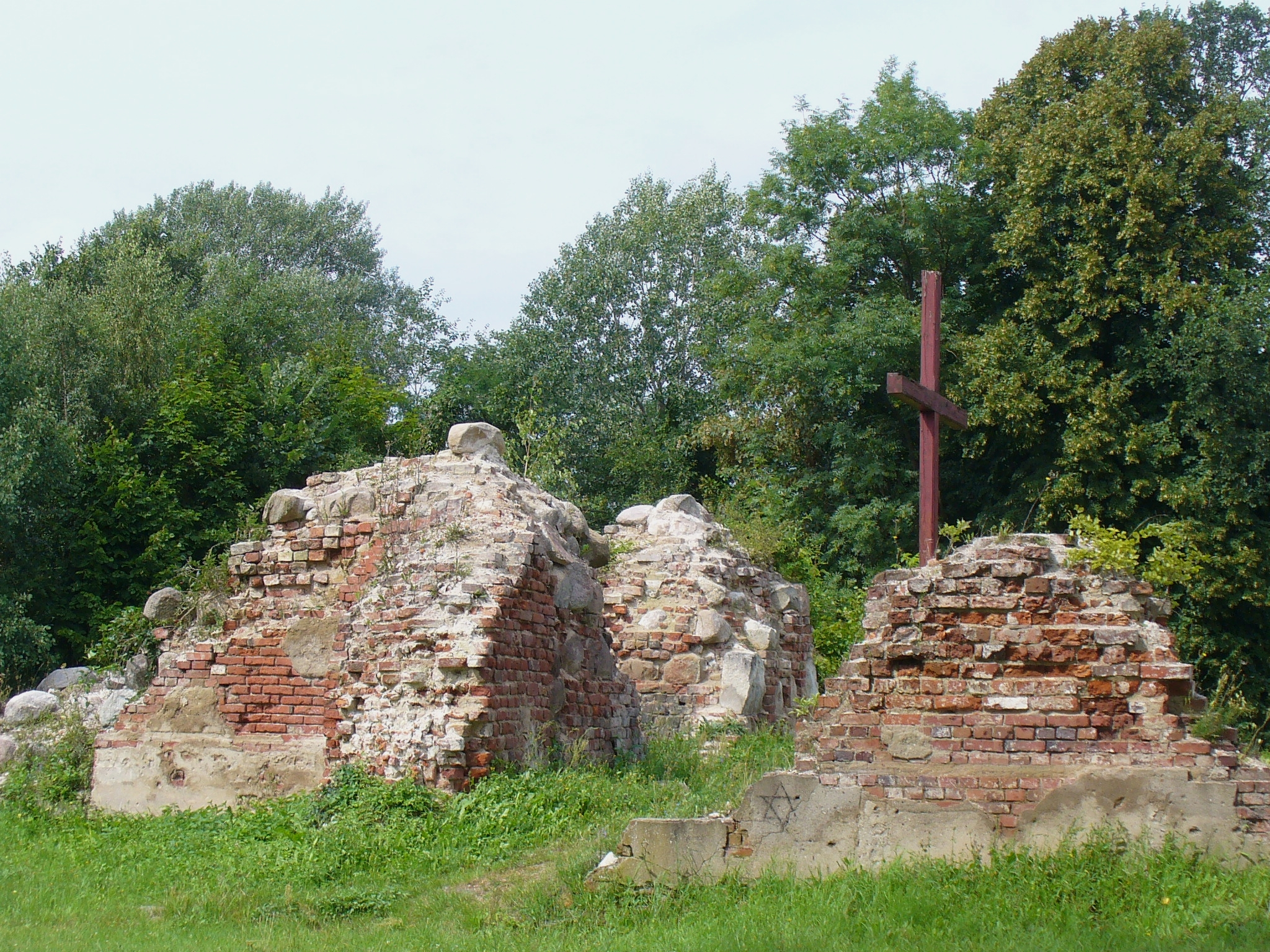
Ruinen der Pfarrkirche St. Marien

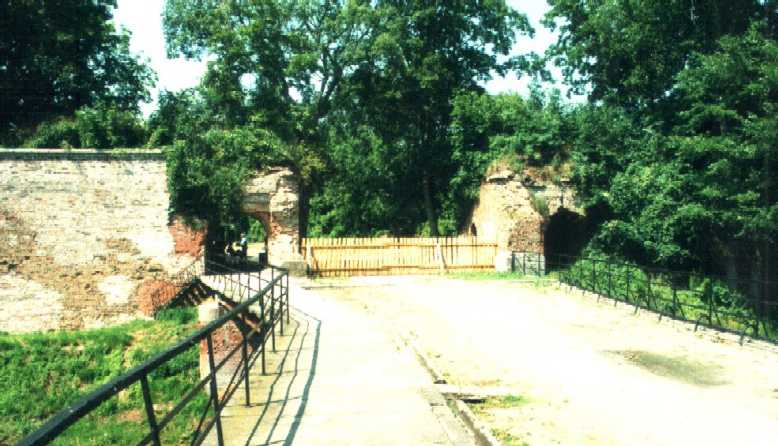
Kietzer Tor, Außenansicht von 2004, inzwischen wiederaufgebaut

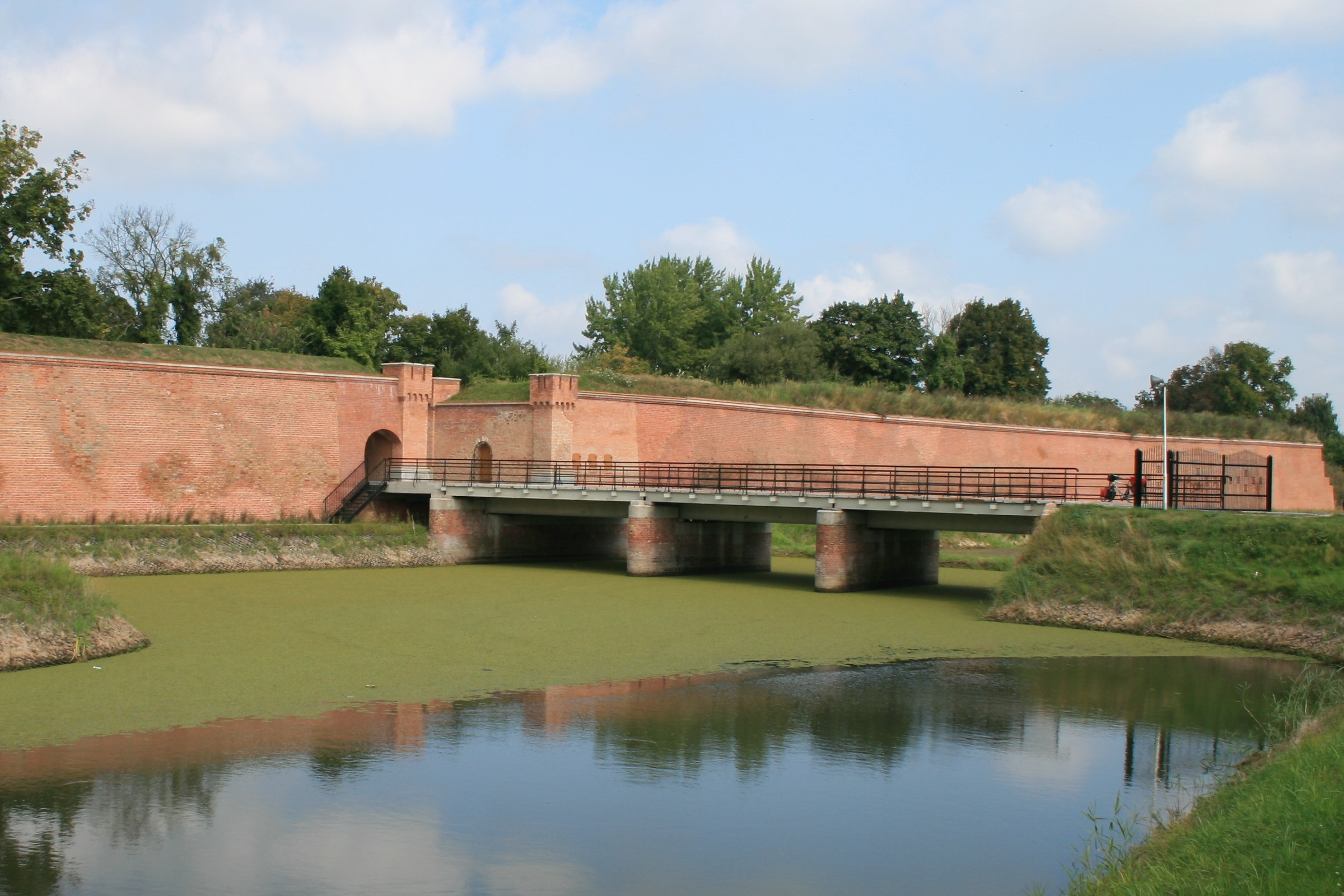
Wiederaufgebautes Kietzer Tor, 2013

Küstrin verlor durch die personelle Beschränkung der Reichswehr auch seine Bedeutung als Garnison; nur noch wenige Einheiten verblieben in Küstrin. Mit der Aufrüstung der Wehrmacht während des Nationalsozialismus wurden wieder Truppenteile in Küstrin stationiert, bis zum Überfall auf Polen 1939 war die Truppenstärke der Kaiserzeit erreicht und überschritten. Küstrin wurde im Januar 1945 von Adolf Hitler zur Festung (siehe Fester Platz (Wehrmacht)) erklärt und bis Ende März 1945 gegen die zahlenmäßig stark überlegene Rote Armee gehalten. Die Altstadt wurde während der Kämpfe weitgehend zerstört.
Am 26. April 1945 – unmittelbar vor der auf persönliche Anordnung Himmlers geplanten Erschießung – konnte eine Gruppe prominenter Häftlinge mit Hilfe des Kommandanten der Festungshaftanstalt (Major Dr. Leussing) und eines Ordensgeistlichen fliehen und untertauchen. Darunter waren Generalleutnant a. D. Theodor Groppe, der Befehlshaber der niederländischen Armee General Willem Röell (1873–1958) und Generalleutnant Hans Speidel (1897–1984).
In den ersten Jahren nach dem Krieg unter polnischer Verwaltung wurden noch bis 1956 die Trümmer der Altstadt, insbesondere die Ziegel der Ruinen, weitgehend abtransportiert und für den Wiederaufbau Warschaus verwendet; der Rest wurde 1967 endgültig dem Erdboden gleichgemacht. Ein Wiederaufbau fand nicht statt; das Areal ist heute eine unbewohnte Wüstung.
Nachdem das Gelände jahrzehntelang im für die Öffentlichkeit gesperrten Grenzgebiet und damit im Abseits gelegen war, wurden nach dem Fall des Eisernen Vorhangs in den 1990er Jahren Straßen und Gebäudereste freigelegt. Außer den Straßenzügen mit Pflasterabschnitten, Bordsteinkanten und Granit-Gehwegplatten sind von der Bebauung nur noch Eingänge, Grundmauern und Fundamentreste sichtbar. Markante Gebäudereste von Schloss und Pfarrkirche sind noch erkennbar. Teilweise waren die Schienen für die städtische Straßenbahn, die von der Neustadt kommend bis zum Berliner Tor fuhr, noch im Straßenpflaster sichtbar.
Erhalten sind heute Teile der ehemaligen Festungswerke (z. B. die Bastionen König, Königin, Brandenburg und Philipp und das befestigte Berliner Tor und Kietzer Tor). Das Kietzer Tor und die Bastion Phillip einschließlich seiner Kasematte (sie beherbergt das Museum zur Geschichte Küstrins) wurden inzwischen restauriert. Auch das Berliner Tor wurde fachmännisch wiederhergestellt.
Auf der Bastion König wurde nach 1945 von der Sowjetunion ein Ehrenmal für gefallene sowjetische Soldaten errichtet (nach Plänen von Lew Kerbel). Der auf einem erhöhten Fundament stehende, von einem Geschütz flankierte und mit einem Sowjetstern gekrönte Obelisk wurde im November 2008 demontiert, das Geschütz im April 2009 entfernt. Auf der Bastion König wurde nach dem Krieg rund um das Ehrenmal ein sowjetischer Soldatenfriedhof angelegt.
Die Küstriner Altstadt wird heute auch als „Pompeji an der Oder“ bezeichnet. Auf dem Gelände der ehemaligen (in den 1920er Jahren abgebauten) Festungsmauern und Bastionen im Osten der Altstadt wurden in den 2000er Jahren das Hotel Bastion, eine Tankstelle (die in ihrer Gestaltung an das Zorndorfer Tor erinnern soll) und ein längerer Gebäuderiegel gebaut. In der Altstadt wurden 2009 Straßenschilder sowie an markanten ehemaligen Gebäuden (z. B. am Schloss, an der Marienkirche) Hinweistafeln in Polnisch und Deutsch aufgestellt, die über das jeweilige Gebäude Auskunft geben. Ergänzt werden diese Tafeln mit einem Bild des Gebäudes vor seiner Zerstörung. Im Berliner Tor ist heute eine Touristeninformation eingerichtet, in der unter anderem Kurzführer einschließlich Stadtplan angeboten werden. Einige Funde aus dem Areal geben zudem einen Einblick in die wechselvolle Geschichte von Küstrin. Die Altstadt ist heute Bestandteil der Europäischen Zitadellenroute.

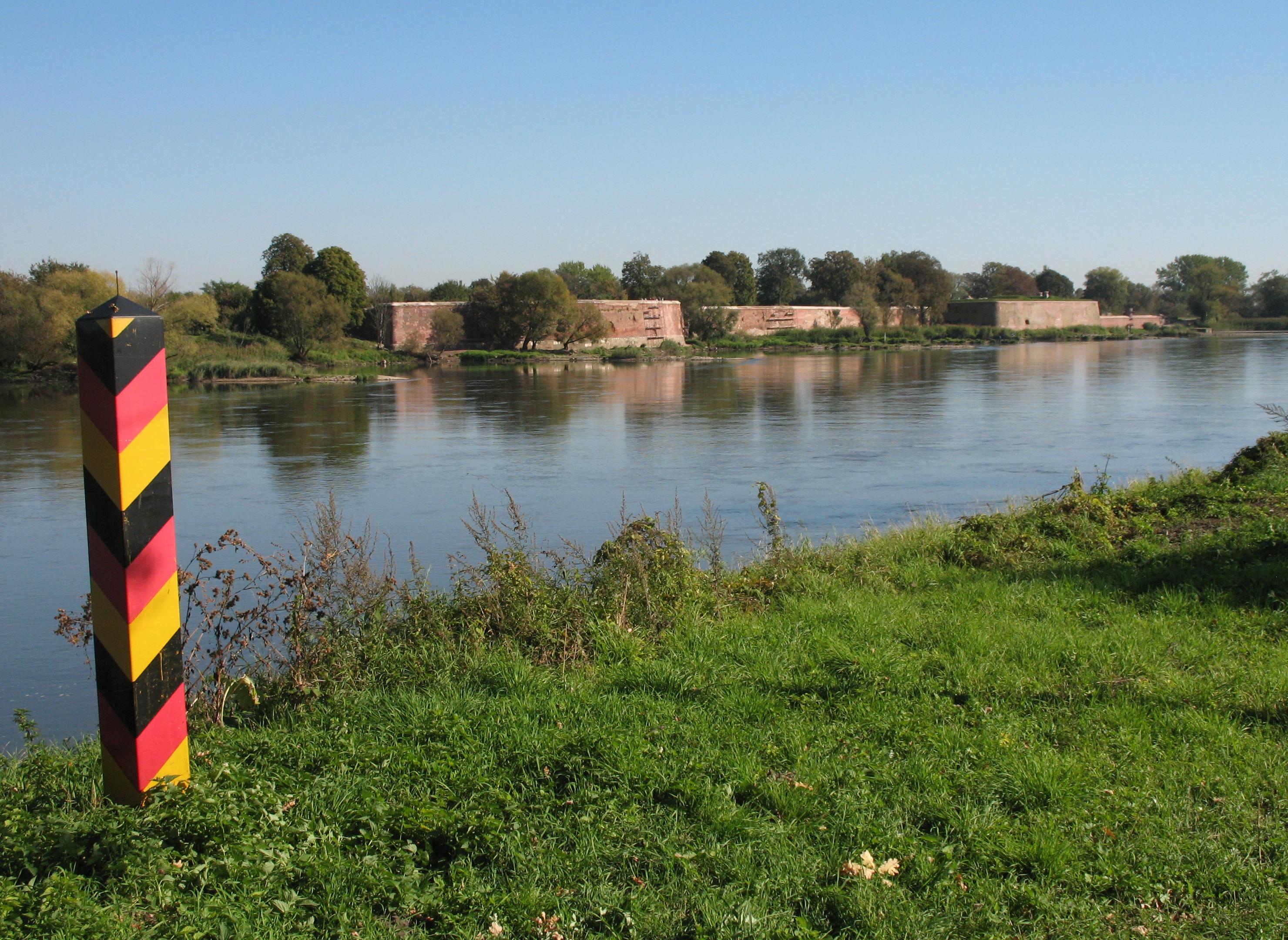
Blick von Küstrin-Kietz auf die Festung

In dem bis 1945 zur Altstadt und heute zu Küstrin-Kietz gehörenden Gebiet zwischen der Oder und dem Oder-Vorflut-Kanal (sogenannte „Oderinsel“, von 1945 bis 1991 militärisches Sperrgebiet) steht eine ehemalige Artilleriekaserne der Wehrmacht, die nach Ende des Zweiten Weltkriegs bis zu ihrem Abzug 1991 von Streitkräften der Roten Armee belegt wurde und heute ungenutzt ist. Der nahe gelegene Bahnhof Küstrin-Altstadt an der Strecke zwischen Küstrin-Kietz und Kostrzyn ist nicht mehr in Betrieb.
Zur Festung Küstrin gehörten auch vier Außenforts:
- Fort Gorgast in Gorgast
- Fort Zorndorf in Zorndorf
- Fort Tschernow in Tschernow
- Fort Säpzig in Säpzig

Neben den Forts wurden im westlichen Vorfeld der Festung vier Lünetten (A bis D) errichtet; sie sind noch teilweise erhalten.

### Küstrin-Neustadt

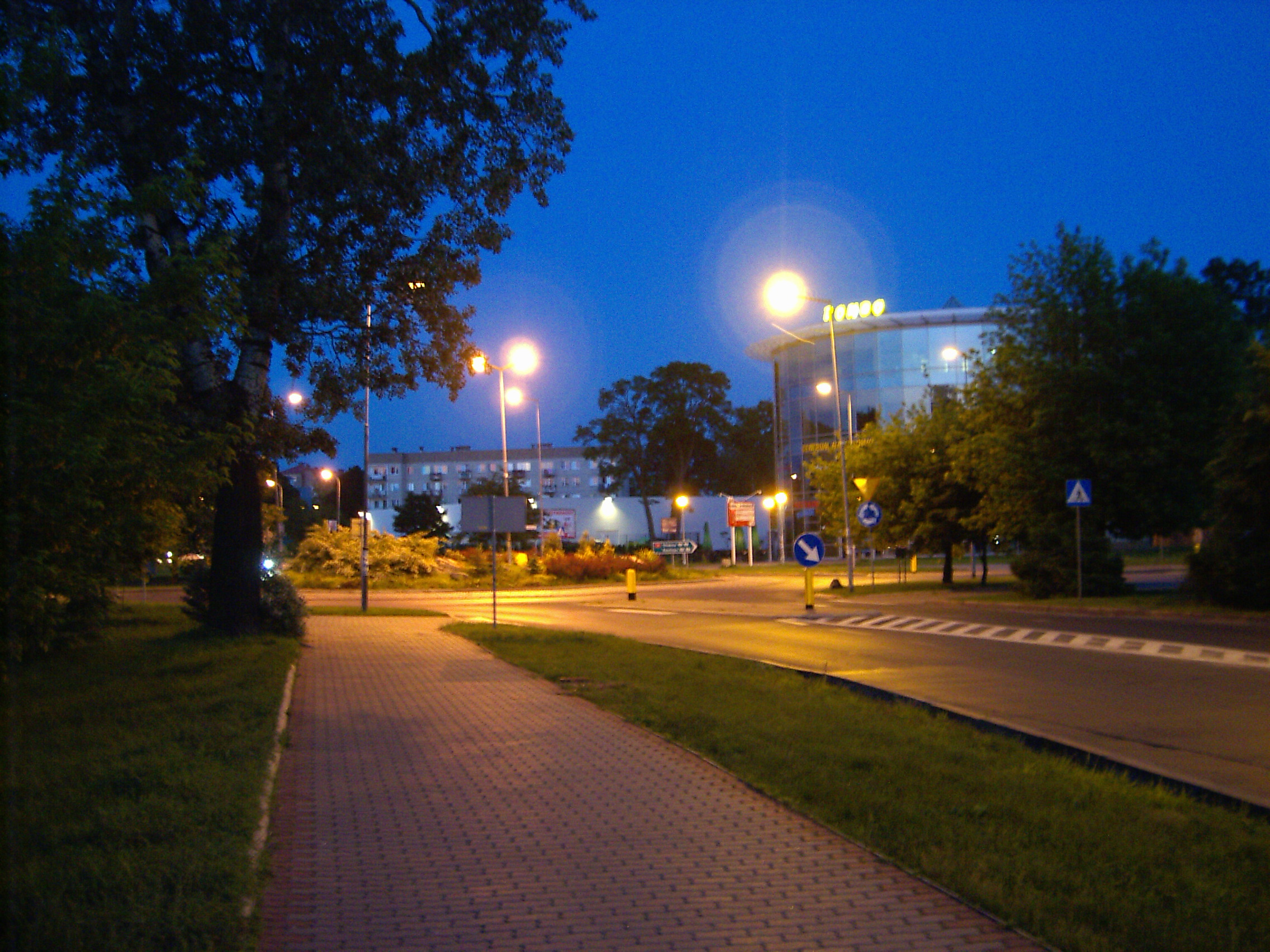
Moderne Gebäude in Kostrzyn

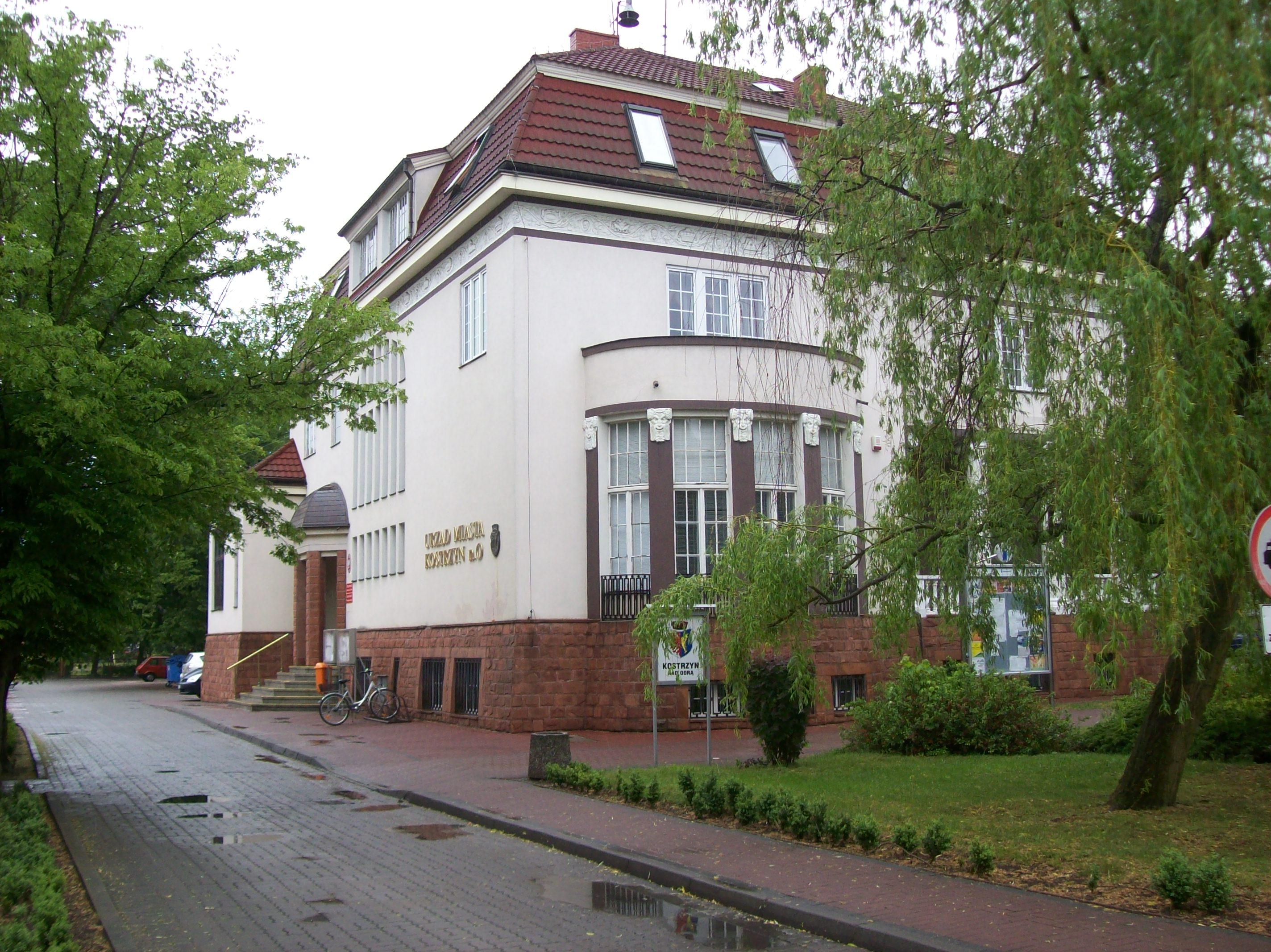
Hochzeitspalast, vormals Rathaus in der Kopernika 1

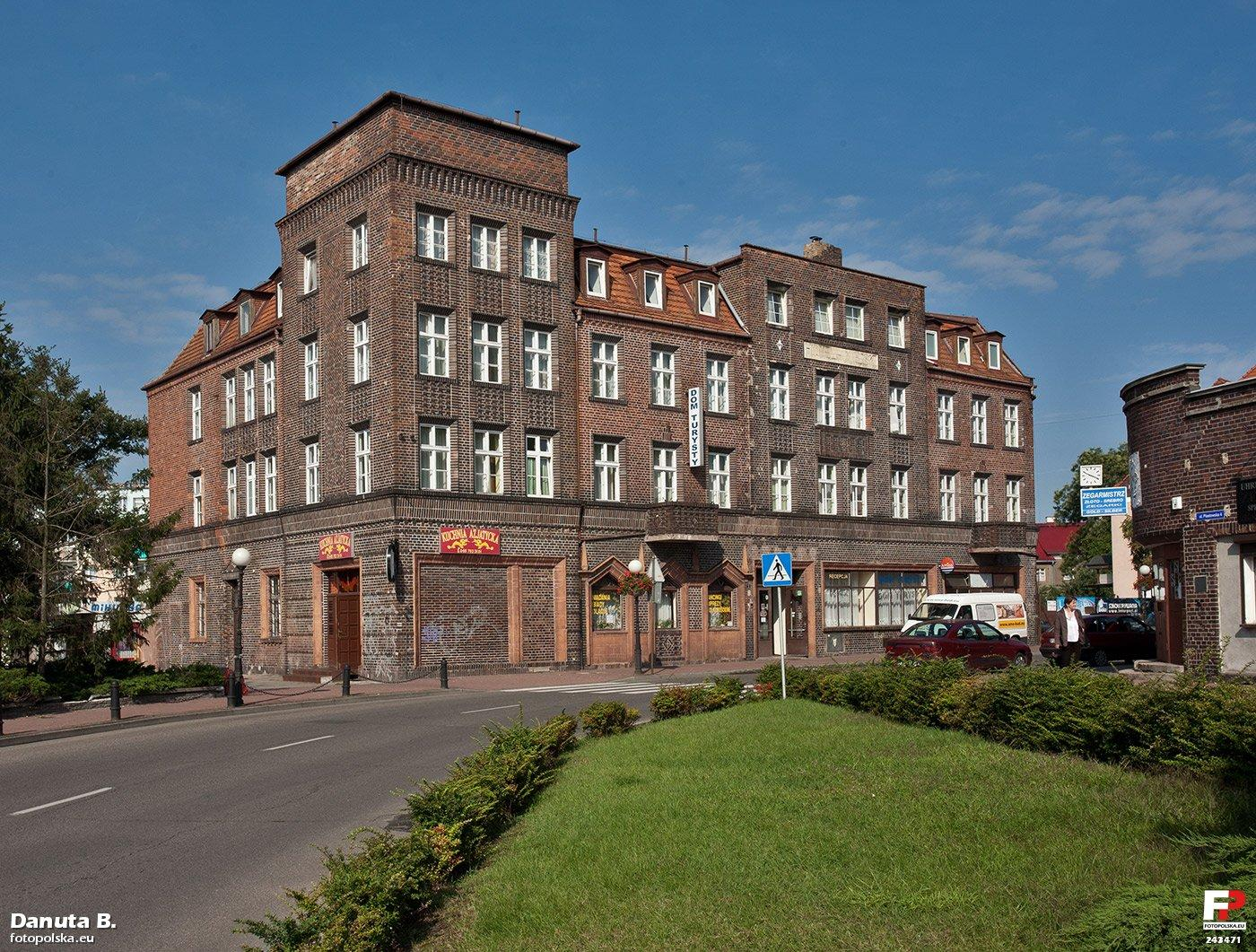
Dom turisty in der Piastowska 3

Im Jahre 1857 erhielt Küstrin einen Anschluss an das Eisenbahnnetz der Preußischen Ostbahn. Dank diesem Anschluss an die Eisenbahn, zusätzlich an die Wasserverbindung der Oder und Warthe und an die Reichsstraße 1, entwickelte sich Küstrin zu einem wichtigen Verkehrsknotenpunkt, was bei Ende des Zweiten Weltkrieges zu ihrem Verhängnis wurde. Da sich die Stadt zu dieser Zeit sehr schnell entwickelte und die eingemauerte Altstadt nicht mehr wachsen konnte, wurde der Stadtteil Küstrin-Neustadt gegründet.
Dieser nordöstlich der Warthe gelegene ehemalige Stadtteil Küstrin-Neustadt bildet heute das Zentrum der Stadt Kostrzyn nad Odrą.
Bis 1907 war sie bekannt als Kurze-Vorstadt. Nachdem sie über den 1875 eröffneten Cüstrin Neustadt Hauptbahnhof eine direkte Eisenbahnverbindung mit Berlin erhalten hatte, fand in der Vorstadt der wirtschaftliche Aufschwung statt. Bekannt war die Küstriner Industrie für die Fabrikation von Kartoffelmehl, Maschinen (hauptsächlich Dampfmaschinen) wie die Maschinenfabriken und Eisengießereien von Adolf Wagener (später Kümeis und dann Oderhütte und Franck & Co.), Gustav Ewald, H. Eisenach (auch Kupferwaren und Messingwaren) und Hermann Schmidt, Dampfsägemühlen und Dampfschneidemühlen, Pianofortes, Feuerlöschgeräten, Dachpappe wie die Fabriken von Minuth und Veit, Asphalt, Ziegelbrennereien und Brauereien wie die von Felix Graul und Marx Hermann.
Auch von der Neustadt blieb nicht viel erhalten außer dem Bahnhof, dem Wasserturm, der Mädchenschule und der Wagenerischen Villa an der Rackelmannstraße, heute Kopernika 1, die nach einer Nutzung als Rathaus nunmehr als Hochzeitspalast dient.

### Handwerk
In den Jahren 1695–1750 und 1913 waren im Bürgerbuch der Stadt Küstrin 48 Einwohner mit dem Beruf Kupferschmied eingetragen.

### Demographie
Im Zeitraum zwischen der Reformation und dem Ende des Zweiten Weltkriegs war die Bevölkerung von Küstrin überwiegend evangelisch. Der Bevölkerungsanteil der Katholiken lag unter zehn Prozent.
| Jahr | Einwohner | Anmerkungen |
| ---- | --------- | --- |
| 1750 | 4675      | [ 11 ] |
| 1781 | 4376      | [ 12 ] |
| 1800 | 4934      | zusätzlich 1200 Garnisonsangehörige |
| 1852 | 7445      | zusätzlich 1387 Garnisonsangehörige |
| 1867 | 10.013    | am 3. Dezember |
| 1871 | 10.141    | am 1. Dezember, davon 9593 Evangelische, 346 Katholiken, 28 sonstige Christen, 174 Juden                                                  |
| 1875 | 11.227    | [ 14 ] |
| 1880 | 14.069    | [ 14 ] |
| 1890 | 16.672    | darunter 1296 Katholiken und 184 Juden |
| 1895 | 17.552    | (9910 männliche, 7642 weibliche), darunter 1428 Katholiken und 159 Juden                                                                  |
| 1900 | 16.473    | einschließlich der Garnison (ein Infanterieregiment Nr. 48 und eine Abteilung Feldartillerie Nr. 54), davon 1095 Katholiken und 143 Juden |
| 1910 | 17.600    | davon 15.903 Evangelische, 1388 Katholiken und 115 Juden; 2305 Militärpersonen                                                            |
| 1925 | 19.383    | davon 17.806 Evangelische, 1181 Katholiken, 39 sonstige Christen und 141 Juden.                                                           |
| 1933 | 21.270    | davon 19.537 Evangelische, 1307 Katholiken, zwei sonstige Christen und 96 Juden                                                           |
| 1939 | 21.499    | davon 19.333 Evangelische, 1343 Katholiken, 191 sonstige Christen und zwanzig Juden                                                       |

| Jahr | Einwohner   | Anmerkungen |
| ---- | ----------- | ----------- |
| 1971 | ca. 11.000  | [ 18 ]      |
| 2007 | rund 20.000 |             |

## Wirtschaft

### Allgemeines
Aufgrund der Militärfunktion Küstrins war bis 1809 die Bevölkerung zum größten Teil im Dienstleistungsgewerbe, Braugewerbe und in der Landwirtschaftsproduktion zur Verpflegung der Festungsbesatzung beschäftigt. Es gab wenig Handelsaktivität. Anfang des 19. Jahrhunderts entstanden die ersten Fabriken, die Flüsse wurden reguliert, wodurch eine wirtschaftliche und auch räumliche Entwicklung Küstrins ermöglicht wurde. 1885 gab es Kartoffelmehl-, Maschinen-, Kupfer- und Messingwaren-, Zigarren-, Öfen-, Zellwolle und Zellulose, Bürsten- und Pinselfabriken sowie zwei Dampfschneidemühlen, eine Maschinenwerkstätte, eine Holzimprägnieranstalt, fünf Brauereien, eine Ziegelei, und die Schifffahrt. 1892 wurde der Fernsprechverkehr eingeführt und 1913 erhielt die Stadt elektrischen Strom. Der Bau des Hauptbahnhofes in der Neustadt und der Ausbau des Bahnnetzes zu einem wichtigen Verkehrsknotenpunkt trieben die Entwicklung der Stadt zum Industriezentrum voran. 1939 gab es 32 größere Betriebe. Bekannt waren die Rütgers-Werke, welche Eisenbahnschwellen aus Holz herstellten, die Norddeutsche Kartoffelmehlfabrik und die alte Papier- und Zellstofffabrik (Zellwolle und Zellulose AG). Jedoch wurde die Wirtschaftsentwicklung durch den Zweiten Weltkrieg unterbrochen.
Mit dem Wiederaufbau Küstrins entwickelte sich nördlich der Warthe ein großes Industriegelände. 1997 wurde die Sonderwirtschaftszone Kostrzyn-Słubice gegründet, in der sich innerhalb kurzer Zeit mehrere Unternehmen ansiedelten. Über 1000 Arbeitsplätze konnten in der Stadt geschaffen werden. Im Verbund der Sonderwirtschaftszonen wurden in Kostrzyn die Komplexe 2 und 3 gebildet. Der Letztere beherbergt das gleiche Gebiet wie schon im 19. Jahrhundert nördlich der Warthe und entlang der Landsberger Straße (heute Gorozowa). Die Hauptbranchen sind Holz, Papier, Nahrungsmittel, Maschinen, Plastik, Textilien, Konstruktion und Auto.

### Industrie
1958 wurde die Zellulose- und Papierfabrik als Kostrzyńskie Zakłady Celulozowo-Papiernicze wiedereröffnet. Diese Fabrik war in den 1930er Jahren von den Phrix-Werken erbaut worden. In den 1940er Jahren war sie eines der erfolgreichsten Unternehmen Küstrins. 1993 wurde sie an die schwedische Trebruk-Gruppe verkauft und firmiert seit 2003 als Arctic Paper Kostrzyn S.A.

### Verkehr

#### Straßenverkehr
Kostrzyn liegt an der polnischen DK 31 (Droga krajowa 31, wörtlich „Landesstraße“/sinngemäß „Nationalstraße“ 31) von Stettin (Szczecin) nach Słubice und an der DK 22.
Die DK 22 verlief noch Ende des 20. Jahrhunderts von der Oder bis an die Weichsel genau wie die ehemalige Reichsstraße 1, in Deutschland heute Bundesstraße 1. Inzwischen wurde sie auf den westlichen 30 Kilometern auf das erste Stück der geradlinigen Verbindung Kostrzyn–Posen (Poznań) umgelegt, 1932/39 bis 1945 Reichsstraße 114. Erst ab Gorzów Wielkopolski (Landsberg (Warthe)) hat die DK 22 noch den alten Verlauf.
Indem die DK 31 südlich über Górzyca (Göritz) bis Słubice, der ehemaligen Frankfurter Dammvorstadt reicht, wurde der Nationalstraßenstatus der vormaligen Reichsstraße 112 (Forst–Altdamm (Szczecin-Dąbie)) zwischen Kostrzyn und Frankfurt durch die Odergrenze gedoppelt, denn die heutige B 112, bis 1990 F 112, verbindet weiterhin Küstrin-Kietz mit Forst.

#### Schienenverkehr

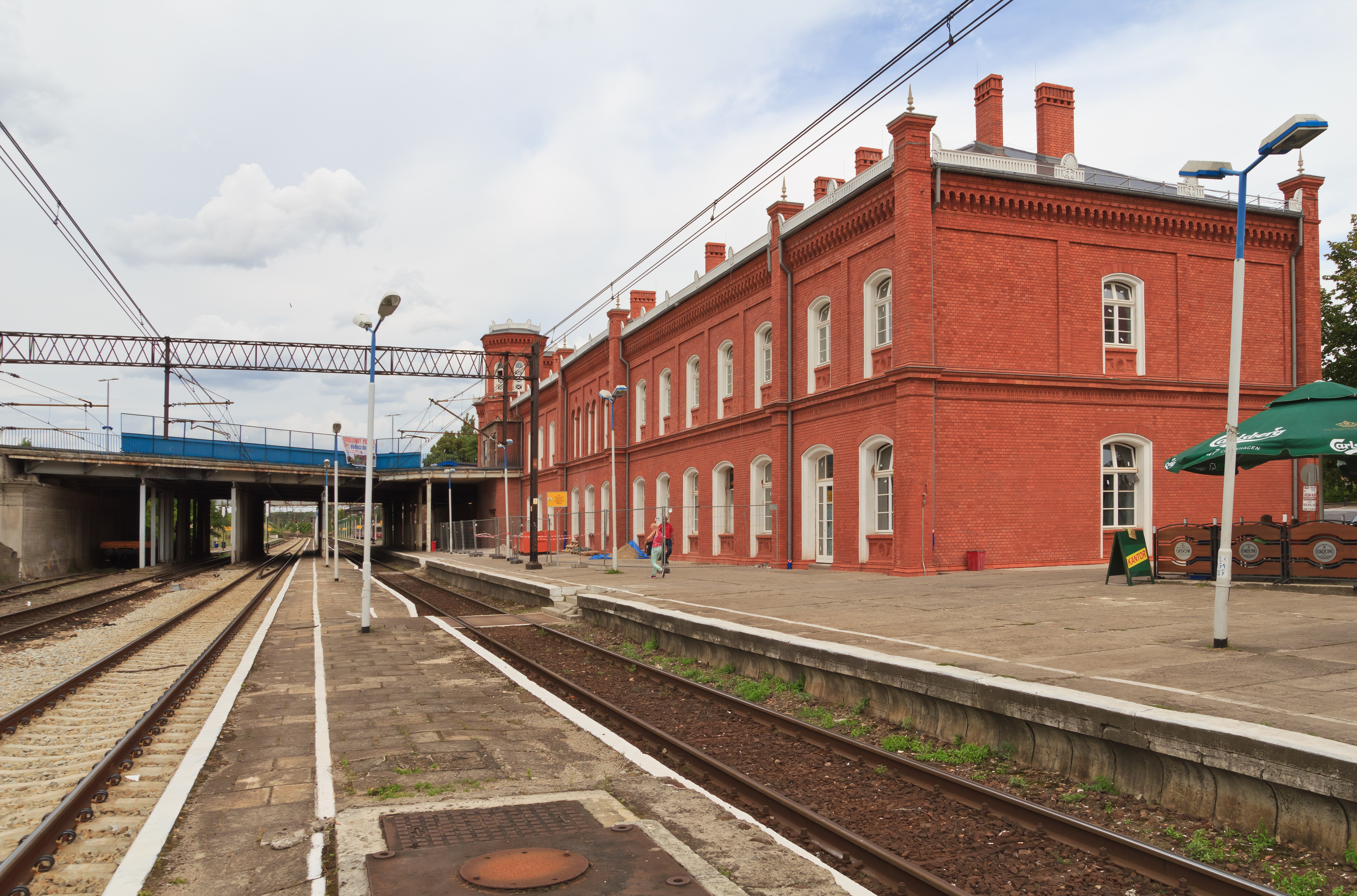
Bahnhof Kostrzyn

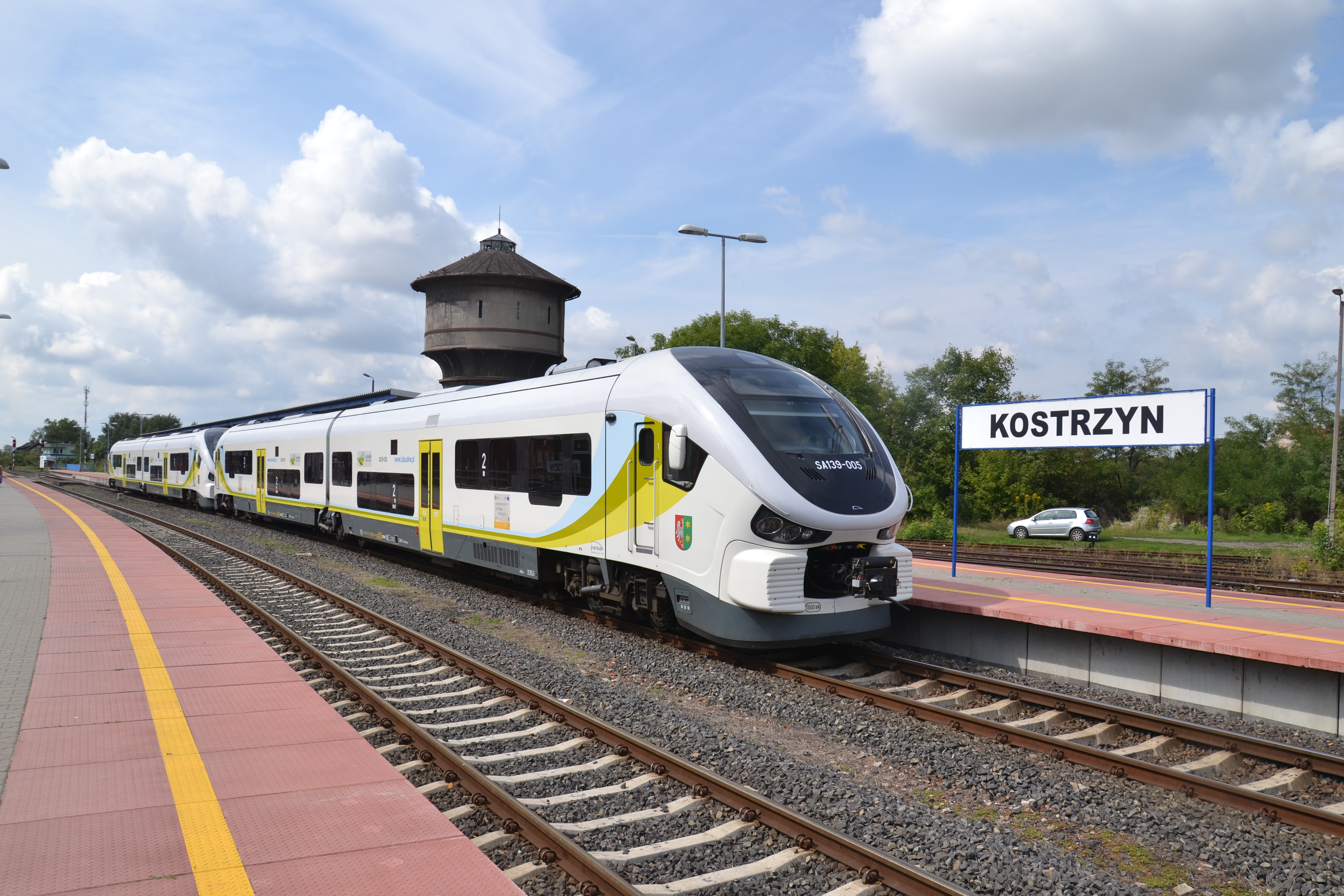
Pesa Link 2014 im Bahnhof Kostrzyn

Im Oktober 1857 eröffnete die Preußische Ostbahn ihre Verbindung von Frankfurt (Oder) über Küstrin und Landsberg (Warthe) nach Kreuz an der Strecke Stettin–Posen. Die Strecke von Kreuz über Dirschau (poln.: Tczew) nach Danzig bestand schon seit 1852 und seit September 1857 stellte die Weichselbrücke bei Dirschau eine Verbindung zur 1852/53 fertiggestellten Strecke Marienburg–Königsberg–Eydtkuhnen her. Damit war von Berlin aus eine direkte Verbindung nach Ostpreußen entstanden. Mit der Eröffnung der Strecke von Berlin über Strausberg nach Küstrin im Jahr 1867 verkürzte sich die Entfernung nach Ostpreußen und die Verbindung über Frankfurt (Oder) verlor an Bedeutung. 1875 wurde Küstrin von Süden her von der Bahnstrecke Breslau–Stettin erreicht, die zwei Jahre später in ganzer Länge befahrbar war. Am Kreuzungspunkt mit der Ostbahn entstand der Turmbahnhof Küstrin-Neustadt, der heutige Bahnhof Kostrzyn. Die direkte Strecke westlich der Oder zwischen Frankfurt und Küstrin wurde im Jahr 2000 stillgelegt und ist mittlerweile weitgehend abgebaut.
Seit die Stadt zu Polen gehört, dominiert der Nordsüdverkehr zwischen der Hafenstadt Stettin und Breslau in Schlesien über die Bahnstrecke Wrocław–Szczecin. Trotz Wiederherstellung der Oderbrücke im Jahre 1947 ruhte der regelmäßige öffentliche Personenverkehr über die Oder bis 1992. Nach Wiedereröffnung des Oderübergangs fuhren zeitweise Züge von Berlin bis nach Gorzów Wielkopolski (deutsch Landsberg/Warthe).
Zurzeit gibt es auf der alten Ostbahn-Strecke jedoch keine durchgehenden Zugläufe im Personenverkehr, die stündlichen Regionalzüge der Niederbarnimer Eisenbahn AG (NEB) vom Bahnhof Berlin-Lichtenberg enden ebenso in Kostrzyn wie die Züge der PKP aus Gorzów. Der Tarif des Verkehrsverbunds Berlin-Brandenburg gilt bis zum Bahnhof Kostrzyn.
Außer den Hauptstrecken gibt es noch eine Bahnstrecke über Myślibórz (Soldin) in Richtung Choszczno (Arnswalde), die jedoch keinen Personenverkehr mehr hat.

#### Nahverkehr
Der öffentliche Nahverkehr der Stadt wird durch mehrere Buslinien durchgeführt und ist seit Juni 2019 kostenlos nutzbar.

#### Straßenbahn
Die Straßenbahn Küstrin begann 1903 noch als Pferdebahn, die bis 1923 in Betrieb war. Ihre zwei Linien verkehrten zwischen dem Bahnhof Küstrin Altstadt auf der heute noch zu Deutschland gehörenden aber nicht mehr bewohnten Oderinsel über den Hauptstrom der Oder und die eigentliche Altstadt zum Küstrin Neustadt Hauptbahnhof und von dort weiter bis zum Stadtwald sowie zwischen dem Marktplatz in der Altstadt und der Infanteriekaserne in der Neustadt.
Von 1925 bis 1945 verkehrte eine elektrische Straßenbahn zwischen der Altstadt und der Neustadt. Es gab drei Straßenbahnlinien:
- Linie 1: Bahnhof Altstadt <> Markt <> Stern <> Bahnhof Neustadt
- Linie 2: Stern <> Landsberger Straße <> Finanzamt
- Linie 3: Stern <> Zorndorfer Straße <> Stadtwald

## Partnerstädte

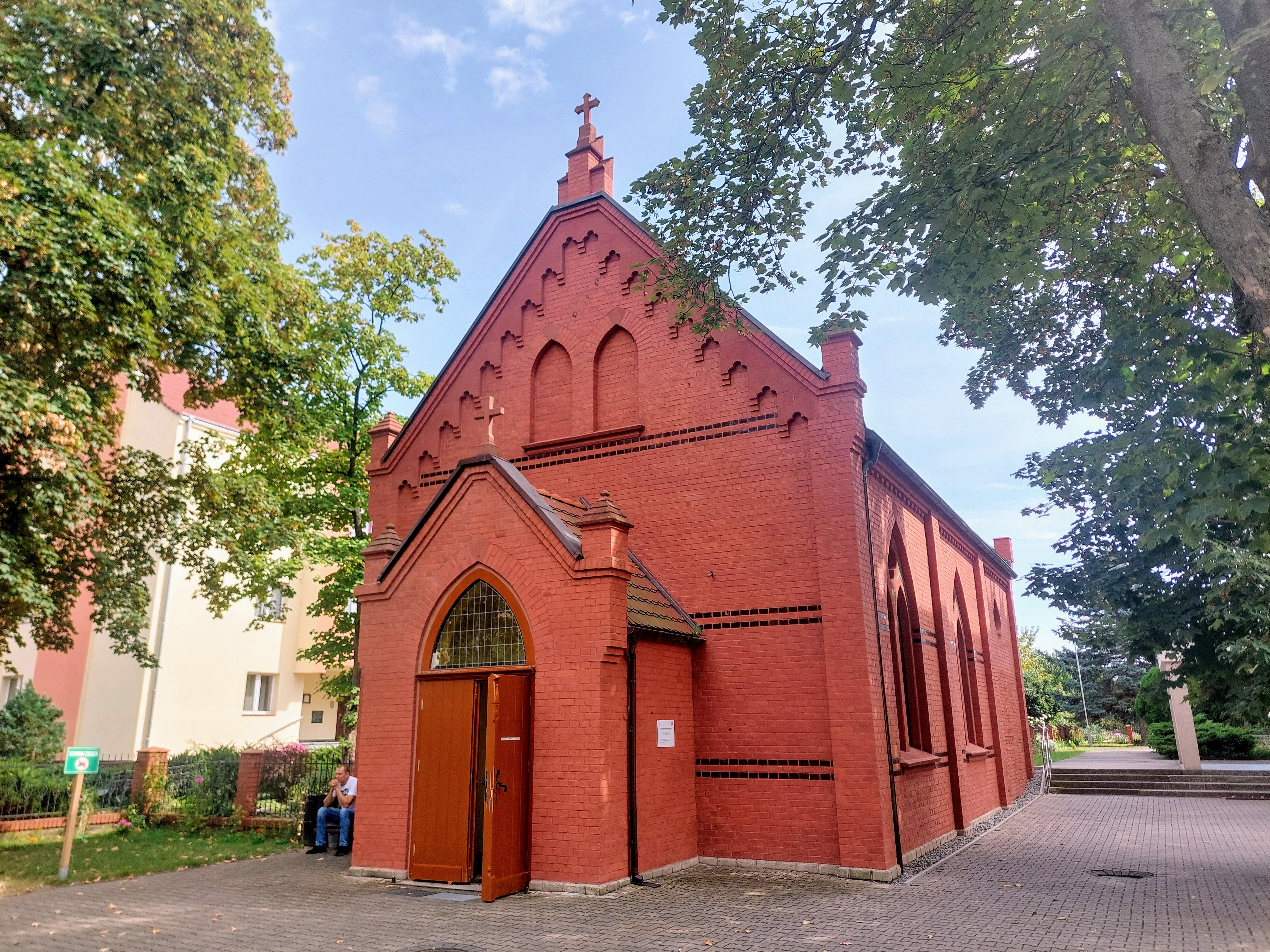
Herz-Jesu-Kapelle

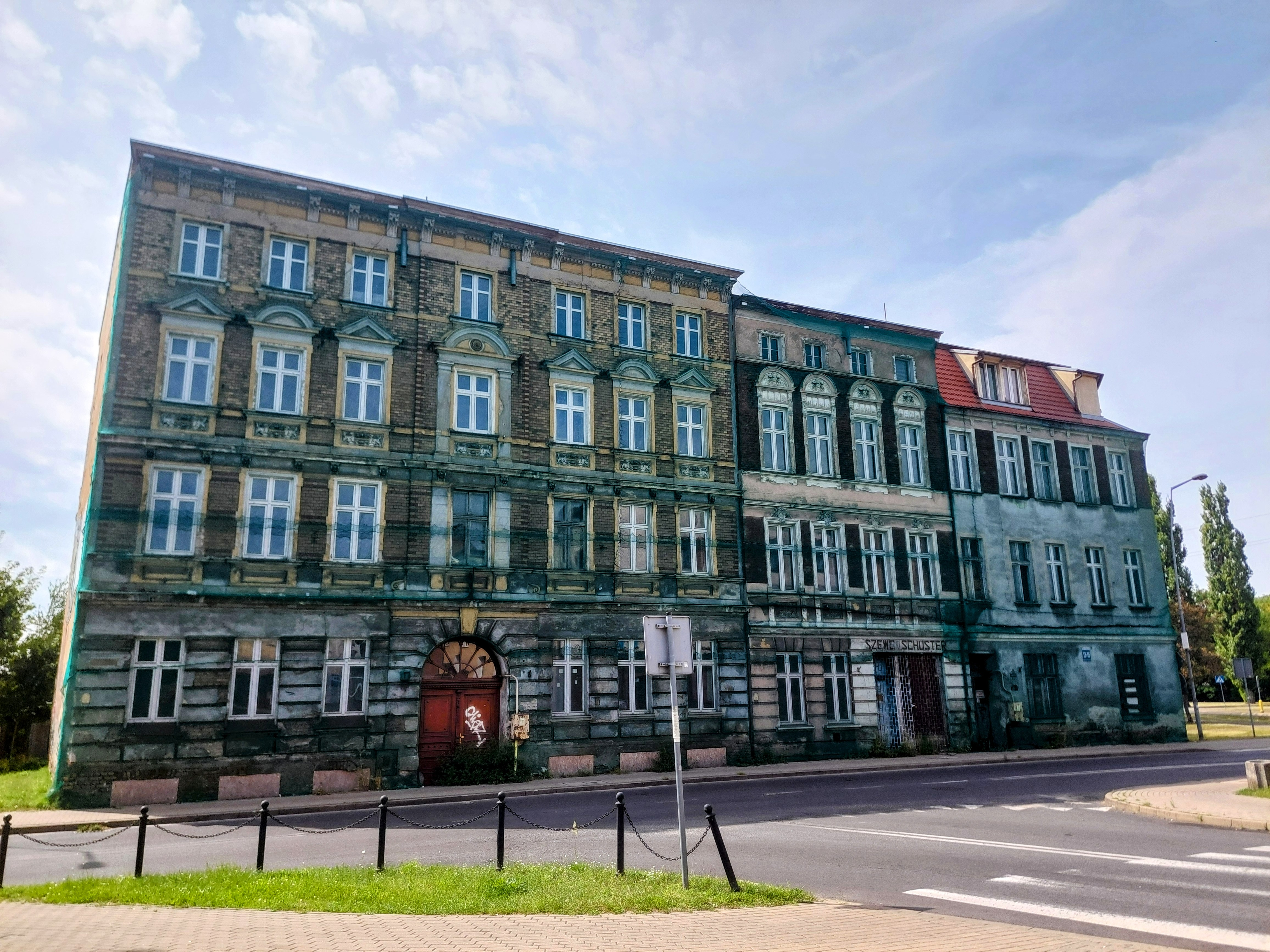
Vorkriegsbebauung in der Aleja Niepodległości 13/15

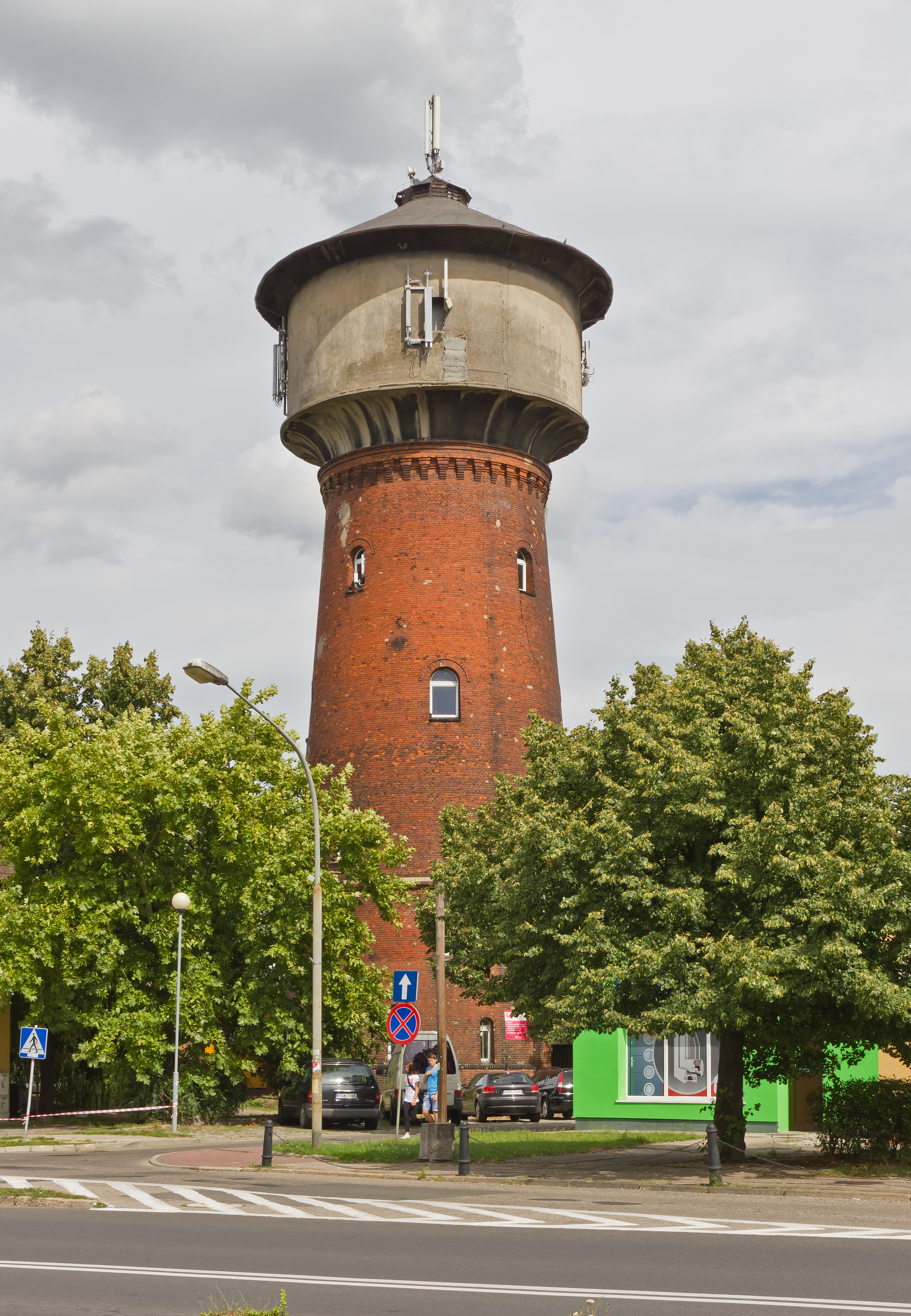
Wasserturm

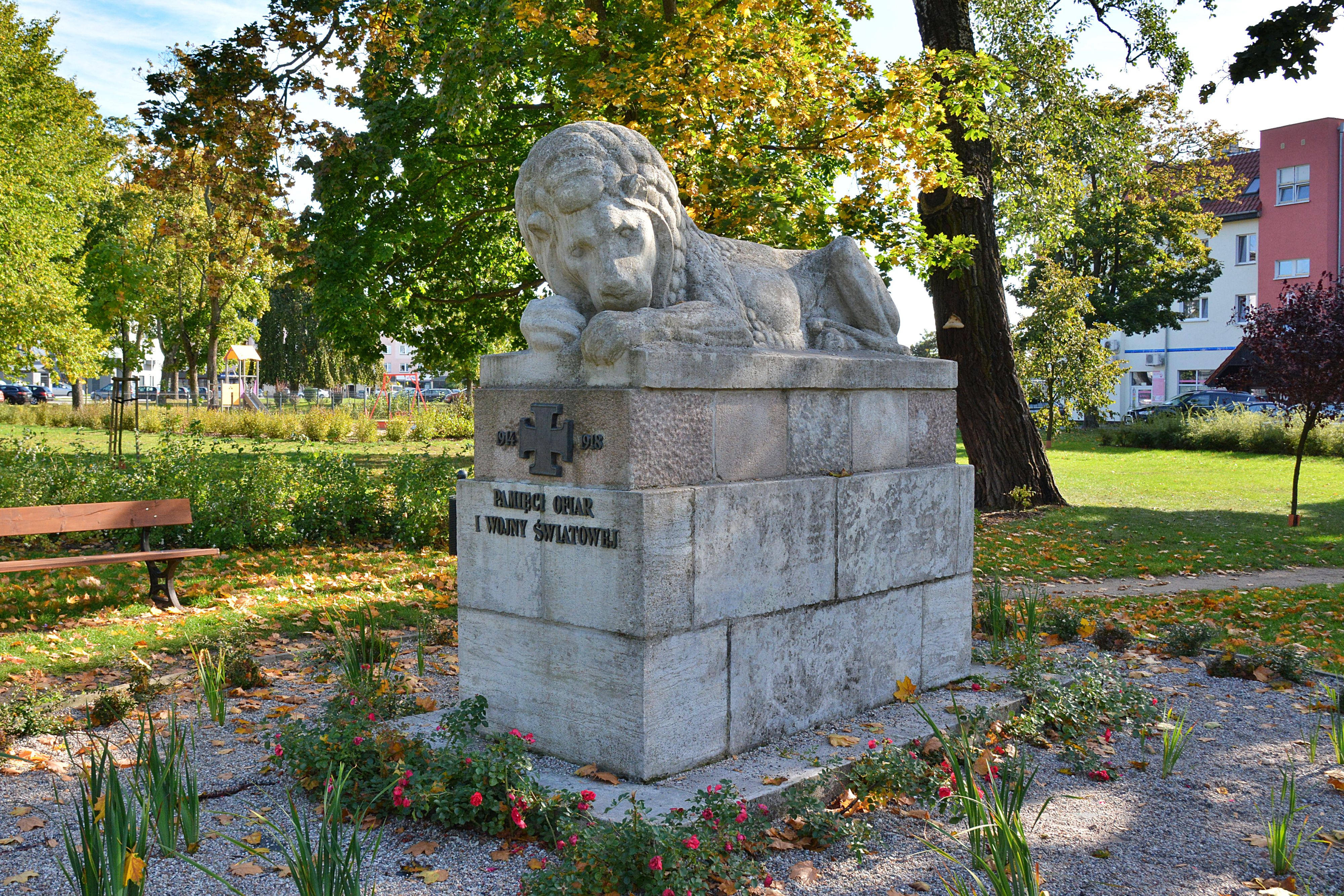
Löwenmonument

- Küstriner Vorland (Deutschland)
- Peitz (Deutschland)
- Sambir (Ukraine)
- Seelow (Deutschland)
- Tomelilla (Schweden)
- Woudrichem (Niederlande)

## Kultur und Sehenswürdigkeiten

### Bauwerke Altstadt (Auswahl)
- Berliner Tor
- Kietzer Tor
- Bastion König
- Bastion Königin
- Bastion Brandenburg
- Bastion Philipp, Kasematten mit informativem und attraktiv gestaltetem Museum zur Vorgeschichte des Gebiets und zur Geschichte Küstrins bis in die Nachkriegszeit.
- Denkmalsockel von Johann von Brandenburg, auch Hans von Küstrin genannt, welcher auf den Überresten des ehemaligen Fundaments aufgestellt worden ist.

### Bauwerke Neustadt
- Bahnhof Kostrzyn aus dem 19. Jh., gebaut 1872–1874, mit Gleisen in zwei Ebenen, mit interessanter Architektur und technischen Besonderheiten.
- Herz-Jesu-Kapelle in der ul. Wyszyńskiego (ehem. Warnicker Str. 15), neugotischer Backsteinbau, errichtet 1905 für die Gemeinde der Altlutheraner, einzige Küstriner Kirche, die nicht im Zweiten Weltkrieg zerstört wurde[20][21]
- Wasserturm 1903, heute außer Betrieb
- Der Löwe – Denkmal am früheren Moltkeplatz für die im Ersten Weltkrieg gefallenen Küstriner
- Kulturamt – früher Preußisches Eichamt
- Villa Wagener – einzig erhaltenes Wohnhaus in der früheren Rackelmanstraße, heute Hochzeitspalast in der Kopernika 1

### Parks
- Nationalpark Warthemündung – Der Park entstand anstelle des seit 1977 bestehenden Naturschutzgebietes Słońsk und ist ein einzigartiger Aufenthaltsort für Wasser- und Schlammvögel. Hier leben etwa 240 Vogelarten.

### Veranstaltungen

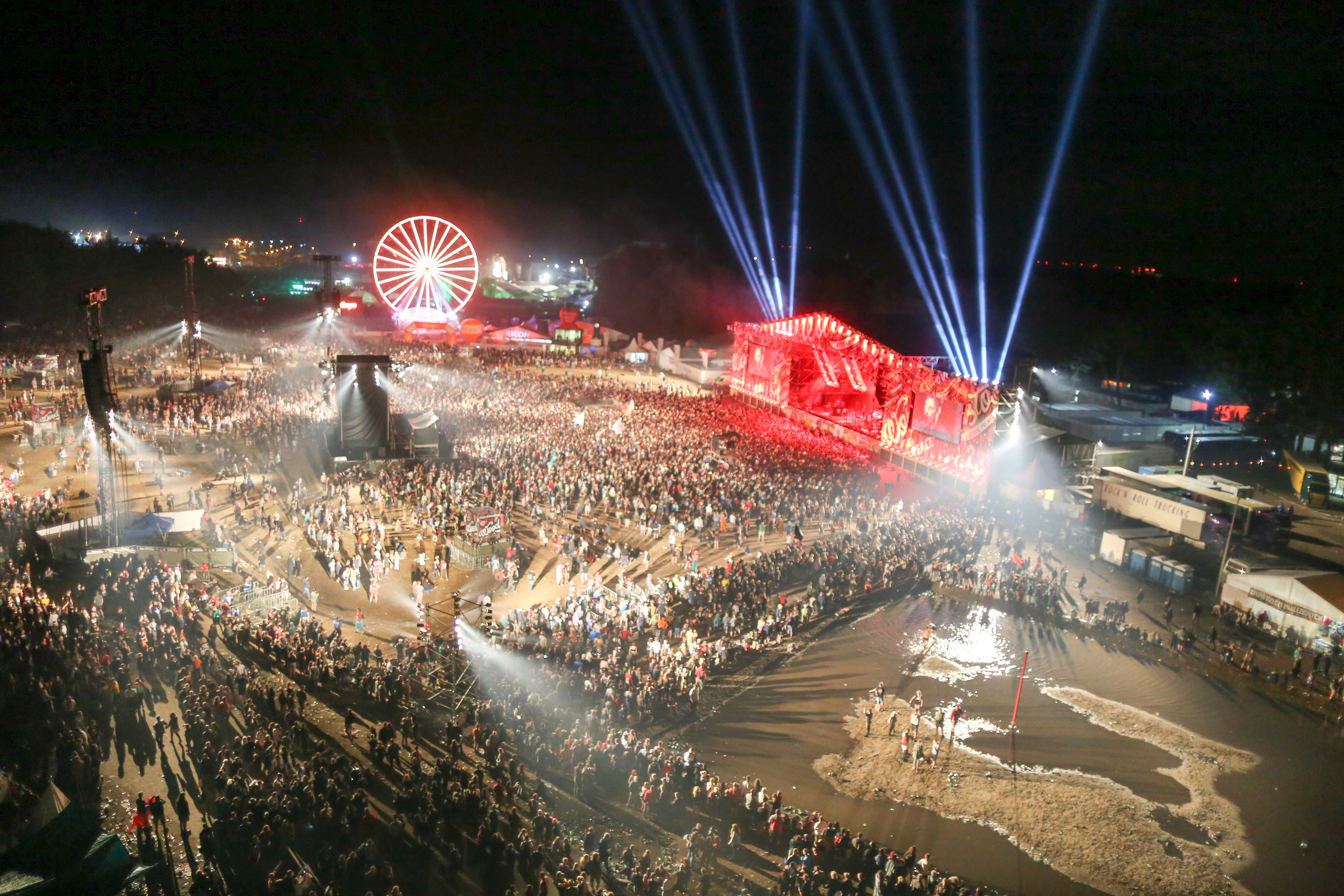
Blick auf das Festivalgelände der Haltestelle Woodstock 2017

Jährlich finden am letzten Wochenende im August die Kostrzyner Festungstage statt, zum Teil als Erinnerung an die völlig vernichteten Wohnviertel, das zerstörte Schloss und vor allem die Forts, Lünetten und Zwischenfelderbauten der Altstadt. Es finden Ausstellungen, Seminare, Paraden, Konzerte, Theatervorführungen, Artillerieschlachten, Ritterkämpfe, sowie Fahrradtouren, Bus- und Autoreisen in die Umgebung statt. Außerdem kann man den Büchermarkt, den Antiquitätenmarkt und Gastronomiestände besuchen und man kann traditionellen Handwerkern wie Schmieden, Töpfern, Schuhmachern und Bernsteinschleifern zuschauen. 2010 wurde am 12. und 13. September das zehnjährige Jubiläum gefeiert. Diesmal fand ein historischer Umzug von Kostrzyns Stadtzentrum bis zur Altstadt statt, eine Möglichkeit, die Geschichte Kostrzyns hautnah zu erleben.
Seit 2002 finden auch Mitte Mai die Weltwandertage statt, bei denen teilweise durch den Nationalpark Warthemündung gewandert wird. Die Teilnehmer können sich zwischen 12, 25 und 45 km Streckenlängen entscheiden.
Von 2004 bis 2019 fand auf einem ehemaligen Militärgelände in unmittelbarer Nachbarschaft der Stadt das Pol’and’Rock Festival (bis 2017 Haltestelle Woodstock/Przystanek Woodstock) statt, das von bis zu 750.000 Menschen besucht wurde. Eintritt und Camping waren kostenlos. Seit 2020 findet das Festival in Westpommern statt.

## Mit der Stadt verbundene Persönlichkeiten

### Söhne und Töchter der Stadt
- Zacharias Veling (um 1525/30–nach 1592), Jurist und Diplomat
- Elisabeth von Brandenburg-Küstrin (1540–1578), Tochter des Markgrafen Johann von Küstrin
- Katharina von Brandenburg-Küstrin (1549–1602), Tochter des Markgrafen Johann von Küstrin
- Franz Hildesheim (1551–1613), Mediziner, Historiker und Dichter
- Caspar von Barth (1587–1658), deutscher Philologe und Privatgelehrter der Barockzeit
- Johann Fromhold (1602–1653), deutscher Staatsmann und Diplomat
- Christian Albrecht von Dohna (1621–1677), kurbrandenburgischer General
- Moritz von der Pfalz (1621–1652), pfälzischer Prinz, Vizeadmiral in englischen Diensten, zuletzt Piratenführer
- Friedrich von Dohna (1621–1688), Offizier, Gouverneur des Fürstentums Orange
- Adam Georg von Schlieben (1629–1708), kurbrandenburgischer Geheimer Rat und Johanniter-Ordenssenior
- Wilhelm von Brandt (1644–1701), kurbrandenburgisch-preußischer Generalleutnant
- Dietrich von Dohna (1650–1686), kurbrandenburger Oberst
- Philipp Sigismund Stosch (1656–1724), kurfürstlich–brandenburgischer Leibarzt, Arzt und Ratsherr in Küstrin, Mitglied der Gelehrtenakademie „Leopoldina“
- Johann Ernst Schaper (1668–1721), deutscher Mediziner und mecklenburgischer Politiker
- Karl Friedrich Necker (1686–1762), Professor für Rechtswissenschaften in Genf
- Philipp von Stosch (1691–1757), Kunstsammler und Diplomat
- Daniel Caffé (1750–1815), deutscher Maler (Porträtist)
- Ludwig Lebrecht Koppin (1766–?), Deichhauptmann (1830–1840) des Oderbruchs („Koppin’sche Karte“)
- Friedrich Bernhard Engelhardt (1768–1854), Topograph, Kartograph des preußischen Staats
- Georg Wilhelm von Lüdemann (1796–1863), preußischer Landrat und Polizeidirektor sowie Reiseschriftsteller
- Johann Ferdinand Heyfelder (1798–1869), deutscher Chirurg und Hochschullehrer
- Johann Heinrich Ludwig Maresch (1801–1864), preußischer Generalmajor
- Eugen Friedrich Löper (1801–1865), deutscher Politiker, Mitglied der Frankfurter Nationalversammlung
- Emil Flaminius (1807–1893), Architekt, preußischer Baubeamter
- Leo von der Osten-Sacken (1811–1895), Generalleutnant
- Albert Ferdinand Heinrich Berndt (1820–1879), deutscher Jurist und Mitglied des Preußischen Abgeordnetenhauses
- Georg Heinrich Fritze (1826–1878), Gründer der Küstriner Metallindustrie
- Adolf Ferdinand Gustaph Wagener (1835–1894), Gründer einer der führenden Fabriken für Landwirtschaftliche Maschinen
- Gustav Robert Ewald (1837–1892), Gründer einer Fabrik für Feuerlöschgeräte
- Paul Hugo Wolff (1841–1902), Jurist, Reichsgerichtsrat
- Alfred von Tirpitz (1849–1930), Großadmiral der Kaiserlichen deutschen Marine und Staatssekretär des Reichsmarineamts
- Curt von Maltzahn (1849–1930), deutscher Marineoffizier, Seekriegstratege und Militärhistoriker; Opponent seines Freundes Tirpitz
- Hans Max Jahn (1853–1906), Chemiker, Physikochemiker und Hochschullehrer
- Anna von Blomberg (1858–1907), deutsche Schriftstellerin
- Gerhard Köpke (1873–1953), Konsularbeamter
- Karl Wendt (1874–1952), 1925–1928 Vorsitzender des Vereins Deutscher Ingenieure (VDI)
- Leopold Petri (1876–1963), Jurist, Richter und Polizeipräsident in Bremen
- Günther Falckenberg (1879–1963), Physiker, Leiter des Landeswetterdienstes Mecklenburg-Vorpommern
- Fedor von Bock (1880–1945), deutscher Generalfeldmarschall der Wehrmacht
- Wilhelm Poewe (1885–1946), deutscher Bibliothekar
- Mara Heinze-Hoferichter (1887–1958), deutsche Schriftstellerin
- Fritz Adam (1889–1945), SA-Oberführer und Politiker (NSDAP)
- Gustav Ewald (1895–1983), Feuerlöschgerätefabrikant, Oberst der Luftwaffe und Technikhistoriker
- Paul Vollrath (1899–1965), deutscher Politiker (NSDAP)
- Martin Weinbaum (1902–1990), deutschamerikanischer Historiker
- Marie Grünberg, geborene Albrecht (1903–1986), Retterin verfolgter Menschen, Gerechte unter den Völkern, im Stadtteil Pappelhorst geboren
- Alfred Driemel (1907–1947), deutscher Nationalsozialist und SS-Obersturmführer in Konzentrationslagern
- Erich Linnhoff (1914–2006), deutscher Leichtathlet, 400-m-Läufer und 4 × 400-m-Staffel
- Lilo Bergen (1919–1981), deutsche Tänzerin und Schauspielerin
- Klaus Hoffmann (1934–2004), deutscher Kurator und Kunstbuchautor
- Inge Fuhrmann (* 1936), deutsche Sprinterin
- Jörn Müller (1936–2024), deutscher Chemiker
- Ursula Koch (* 1938), deutsche Historikerin und Kuratorin
- Gert Henrici (1941–2025), deutscher Romanist, Germanist, Linguist und Hochschullehrer
- Peter Jahn (* 1941), deutscher Historiker
- Astrid Philippsen (* 1942), deutsche Übersetzerin
- Bernd Weinkauf (* 1943), deutscher Schriftsteller
- Edward Pasewicz (* 1971), polnischer Autor und Komponist
- Dariusz Dudka (* 1983), polnischer Fußballnationalspieler (Levante UD)
- Dawid Kucharski (* 1984), polnischer Fußballnationalspieler (Heart of Midlothian F.C.)
- Grzegorz Wojtkowiak (* 1984), polnischer Fußballnationalspieler (Lechia Gdańsk)
- Łukasz Fabiański (* 1985), polnischer Fußballnationalspieler (Torwart – West Ham United)

### Festgesetzte
- 1707–1709 Domenico Manuel Caetano (um 1670–1709), Alchemist
- 1773–1795 Johann George Albrecht Bacmeister (1747–1795), preußischer Regierungsrat

### Ältere Darstellungen, Quellen
- Friedrich Wilhelm August Bratring: Statistisch-topographische Beschreibung der gesammten Mark Brandenburg. Band 3. Berlin 1809, S. 93–97.
- W. Riehl, J. Scheu (Hrsg.): Berlin und die Mark Brandenburg mit dem Markgrafenthum Nieder-Lausitz in ihrer Geschichte und in ihrem gegenwärtigen Bestande. Berlin 1861, S. 405–411 (Google Books); Textarchiv – Internet Archive. Nachdruck 2009, ISBN 978-3-935881-62-3.
- Heinrich Berghaus: Landbuch der Mark Brandenburg und des Markgrafenthums Nieder-Lausitz in der Mitte des 19. Jahrhunderts. Band 3. Druck und Verlag von Adolph Müller, Brandenburg 1856, S. 392–399 (Google Books); Textarchiv – Internet Archive
- K. W. Kutschbach: Chronik der Stadt Küstrin. Enslin, Küstrin 1849; archive.org (Google Books).
- Siegmund Wilhelm Wohlbrück: Geschichte des ehemaligen Bistums Lebus und des Landes dieses Namens. Band 1. Eigenverlag, Berlin 1829, S. 433–438; Textarchiv – Internet Archive.
- Johann Christian Seyffert: Annalen der Stadt und Festung Küstrin aus Urkunden und Handschriften. Trowitzsch, Küstrin 1801; archive.org.
- Siegismund Justus Ehrhardt: Altes und neues Küstrin, oder Beyträge zu einer historischen Nachricht von denen Schicksalen der Haupt=Stadt und Festung Küstrin in der Neumarck. Christian Friedrich Günther, Glogau 1769; archive.org.
- Leopold von Zedlitz-Neukirch: Die Staatskräfte der preussischen Monarchie unter Friedrich Wilhelm III. Band 3: Der Militairstaat. Maurersche Buchhandlung, Berlin 1830, S. 197 f.
- Carl Fredrich: Die Stadt Küstrin. Carl Adler, Küstrin 1913.
- Martin Zeiller: Cüstrin. In: Matthäus Merian (Hrsg.): Topographia Electoratus Brandenburgici et Ducatus Pomeraniae (= Topographia Germaniae. Band 13). 1. Auflage. Matthaeus Merians Erben, Frankfurt am Main 1652, S. 42–45 (Volltext [Wikisource]).
- Theodor Fontane: Küstrin. In: Wanderungen durch die Mark Brandenburg. Das Oderland. Aufbau Verlag, Berlin, 1980, S. 303–367

Lexika
- Küstrin. In: Meyers Großes Konversations-Lexikon. 6. Auflage. Band 11: Kimpolung–Kyzĭkos. Bibliographisches Institut, Leipzig / Wien 1907, S. 890 (Digitalisat. zeno.org).
- Cüstrin. In: Meyers Gazetteer, 1912 (mit Lageplan der näheren Umgebung)